# Himmelfahrt Fundgrube

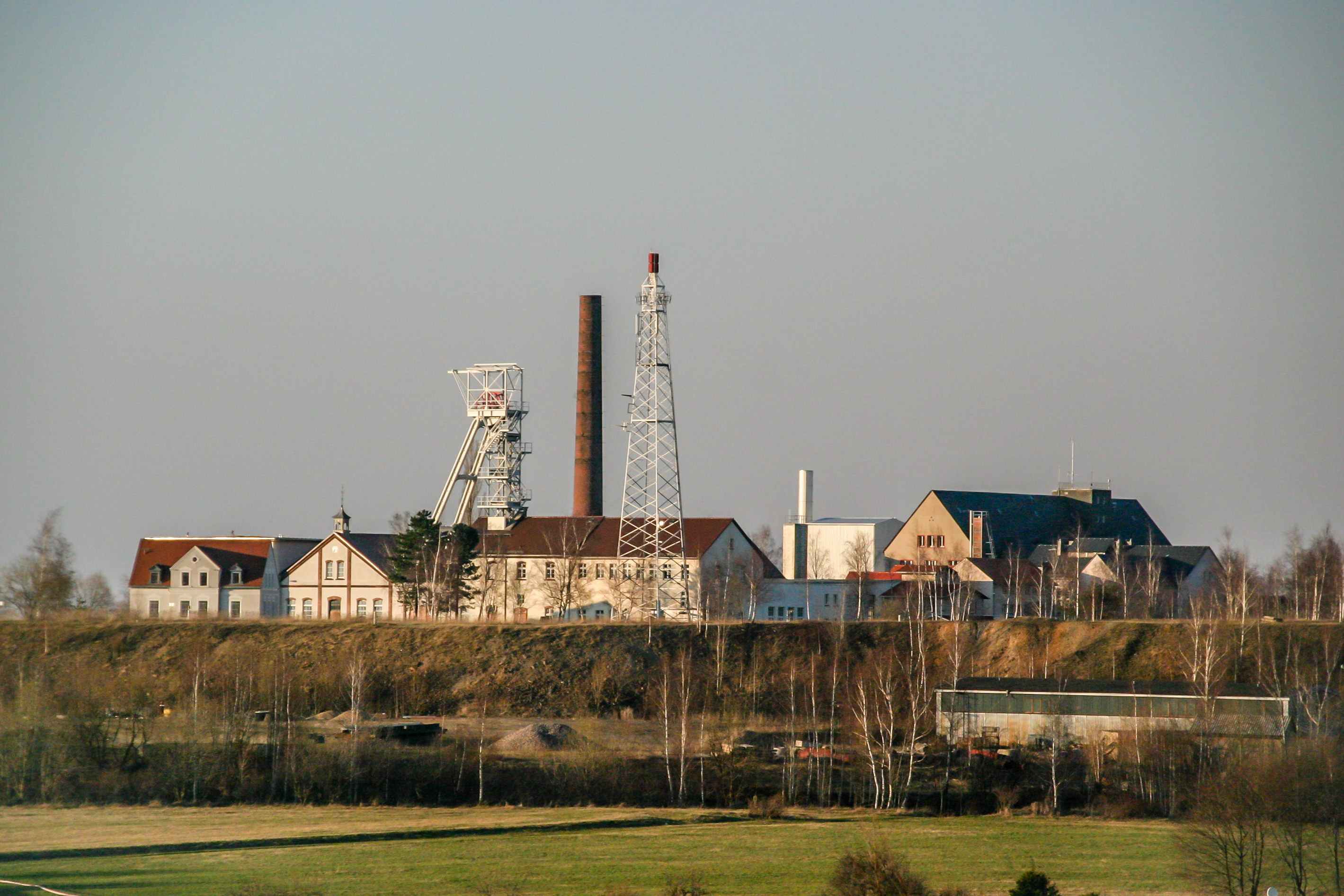
„Reiche Zeche“

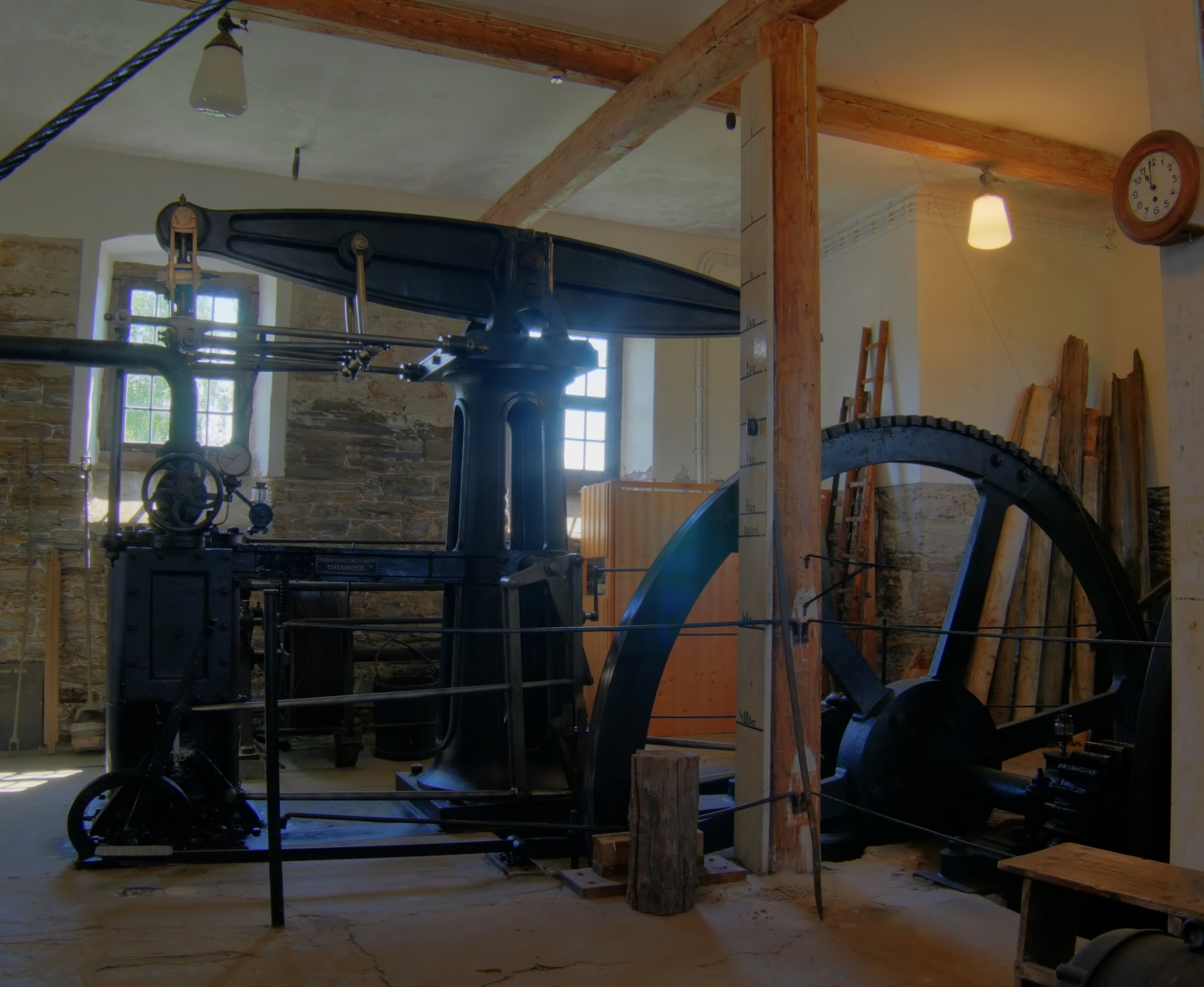
Dampffördermaschine in der Grube Alte Elisabeth

Die Himmelfahrt Fundgrube ist ein ehemaliges Erzbergwerk in Freiberg. Sie gehört seit 2019 zum UNESCO-Welterbe Montanregion Erzgebirge. Die Himmelfahrt Fundgrube ist die letzte ständig offene Grube im Freiberger Revier. Allerdings wird seit 1968 kein Erz mehr gefördert. Die TU Bergakademie Freiberg nutzt die Himmelfahrt Fundgrube mit ihren Schachtanlagen „Reiche Zeche“ und „Alte Elisabeth“ als Lehr- und Forschungsbergwerk und ist der Betreiber des Bergwerkes. Seit 1991 ist die Himmelfahrt Fundgrube für den Besucherverkehr geöffnet. Das schon von Weitem sichtbare Fördergerüst des zur Himmelfahrt Fundgrube gehörenden Schachtes Reiche Zeche ist heute eines der wichtigsten Wahrzeichen der Stadt Freiberg.

## Beginn und Blütezeit im Mittelalter und der Frühen Neuzeit

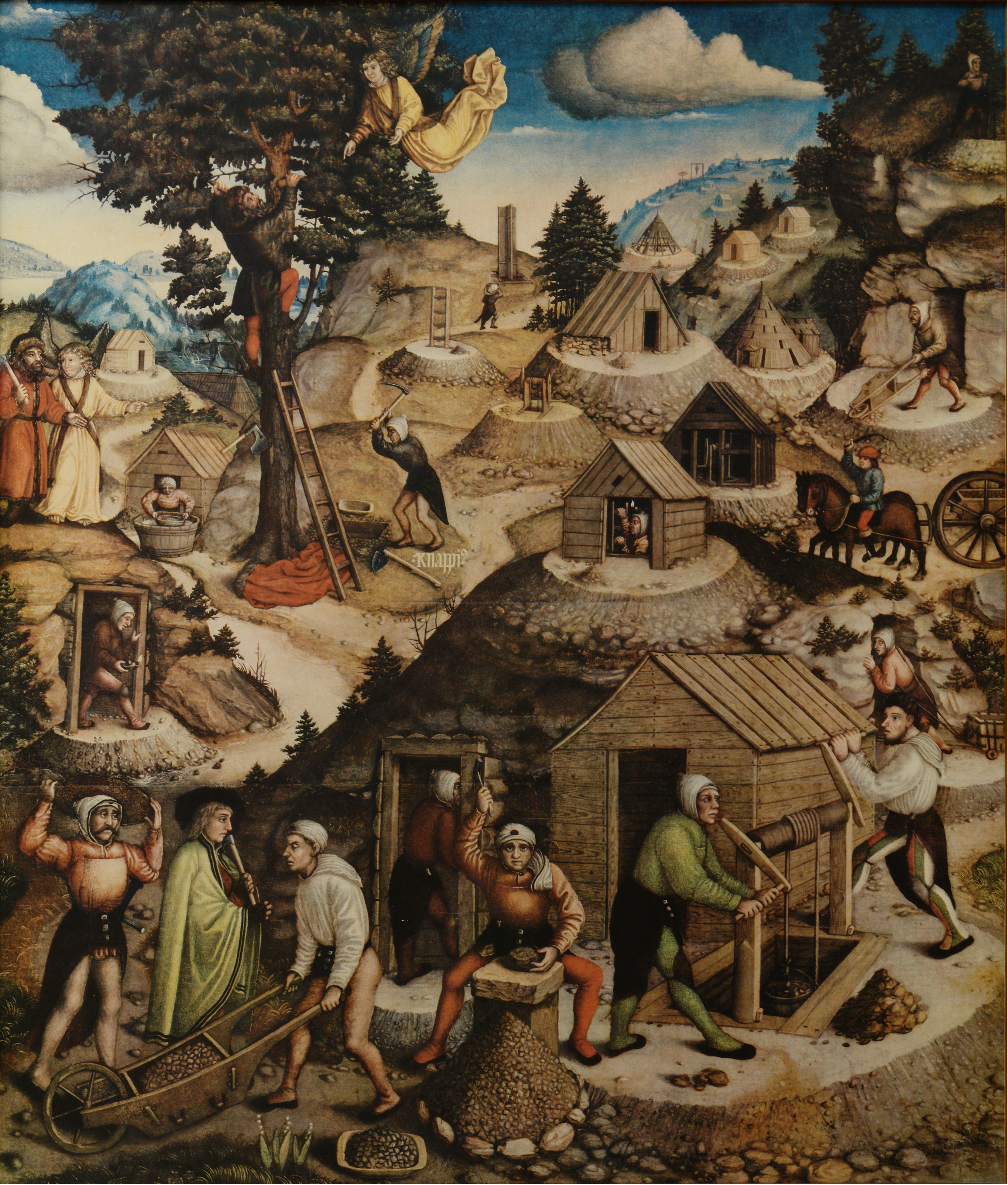
Bergbau in der Frühen Neuzeit, Hans Hesse: Annaberger Bergaltar, 1522

Der Silberbergbau in Freiberg reicht bis 1168 zurück. Laut einer Legende wurde das Fuhrwerk von Salzhändlern bei der Durchquerung des Münzbaches (Freiberger Mulde) beschädigt. Zur Reparatur benutzten die Fuhrleute einige Steine und bemerkten, dass diese Steine glitzerten. Sie nahmen die Steine mit und zeigten sie Bergleuten im heimischen Harz. Allerdings gibt es keine schriftlichen Beweise für diese Ereignisse. Friedrich Barbarossa verlieh dem Markgrafen Otto von Meißen 1170 das Bergregal. Die Funde im späten 12. Jahrhundert lösten das erste Berggeschrey aus. In dieser Phase wurden gediegenes Silber und Erze mit hohen Silbergehalt aus der Oxidationszone gefördert. In dieser ersten Blütezeit entstand die Stadt Freiberg. Diese erste Blüte ging im 14. Jh. zu Ende, da die oberflächennahen Erze abnahmen und tiefer liegende Erze weniger Silbergehalt hatten. Auch die in dieser Zeit um sich greifende Pest trug zum Niedergang bei.
Die zweite Blüte des Freiberger Silberbergbaus begann in der Mitte des 15. Jahrhunderts. Es wurden Schürfpremien für die Auffindung von Silbererz ausgelobt. Da sich die Verhüttung weiter entwickelt hatte, lohnte sich der Abbau wieder und das zweite oder große Berggeschrey nahm seinen Anfang. Abnehmende Erträge und der Dreißigjährige Krieg beendeten diese Phase im 17. Jahrhundert.
Nach dem Dreißigjährigen Krieg erholte sich der Bergbau in Freiberg nur langsam. Die finanziellen Belastungen des Siebenjährigen Krieges führten zu einer vom Kurfürstentum Sachsen geförderten Wiederbelebung des Bergbaus. Friedrich Anton von Heynitz wurde 1764 zum Generalbergkommissar ernannt und gründete gemeinsam mit dem Freiberger Oberberghauptmann Friedrich Wilhelm von Oppel 1765 die Bergakademie Freiberg.

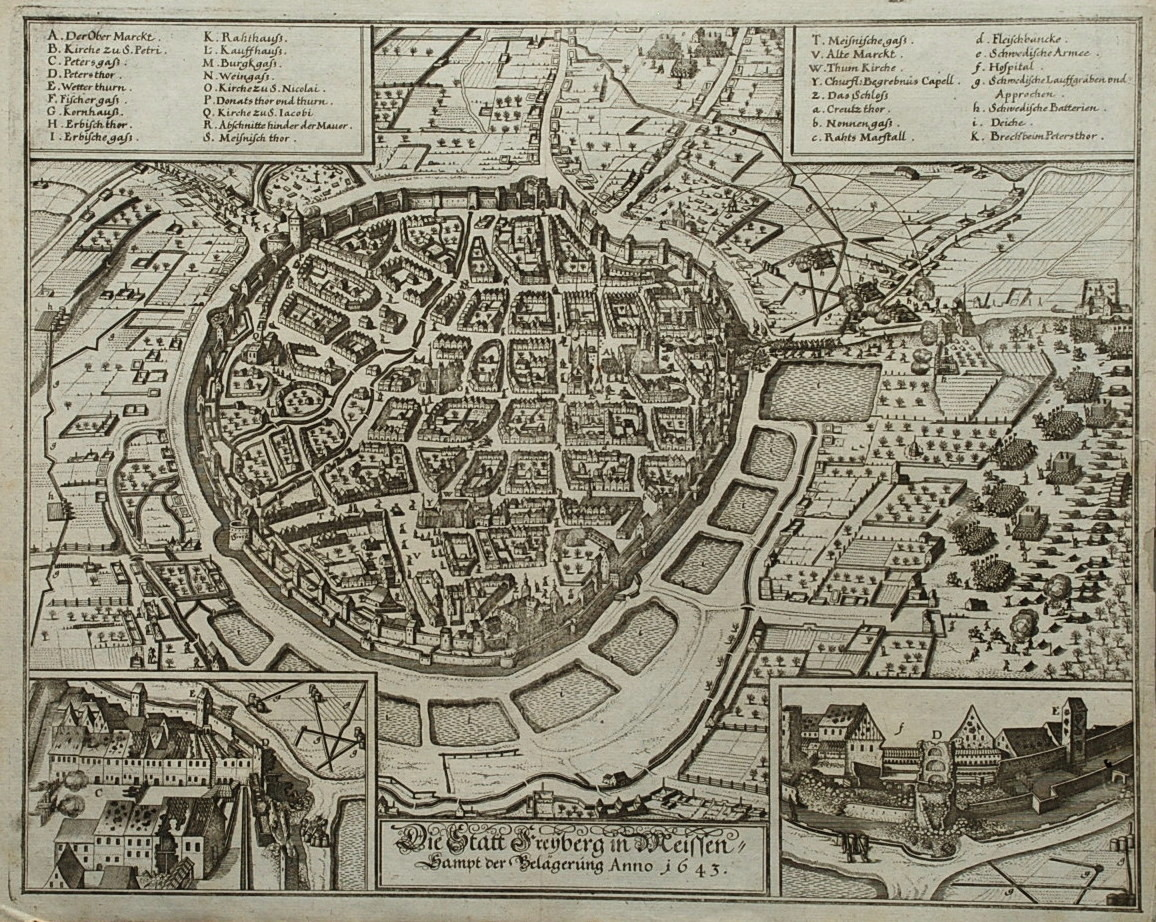
Freiberg 1643

Die Grubenfelder des heutigen Lehr- und Forschungsbergwerkes zählen zum Zentralteil des ausgedehnten Freiberger Bergbaubezirkes und befinden sich in nordöstlicher Stadtrandlage. Der Abbau begann hier im Mittelalter in verschiedenen selbständigen Fundgruben. Insgesamt lassen sich dem Grubenfeld der späteren „Himmelfahrt Fundgrube“ 330 namentlich genannte Gruben zuordnen. Bereits 1384 nennt ein Vertrag die beiden Schächte „Vordere Reiche Zeche“ und „Hintere Reiche Zeche“, die damit zu den ältesten nachweisbaren Freiberger Bergbauanlagen gehören. Im Jahr 1511 wird der Schacht „Alte Elisabeth“ (nördlich des heutigen Schachtes) erwähnt. Die Grube „Sanct Elisabeth“ gehörte im 16. Jahrhundert zu den ertragreichsten Freiberger Zechen. Sie lieferte zwischen 1525 und 1673 3,7 Tonnen Silber. Die Grube „Abraham“ erbrachte zwischen 1542 und 1600 eine Tonne Silber und die „Reiche Zeche“ zwischen 1564 und 1610 0,7 Tonnen Silber.
Die Zeche „Himmelfahrt“ lieferte seit 1716 Erze, allerdings vorerst nur in geringem Umfang (1716–51: 140 Kilogramm). Das Grubenfeld dieses Bergwerkes wurde in der zweiten Hälfte des 18. Jahrhunderts durch Zuschlagung der „Abraham Fundgrube“ (1752) und der „Alten Elisabeth Fundgrube“ (1796) deutlich erweitert. Ab 1828 gelang das Anschlagen reicher Silberfunde an den Gangkreuzen verschiedener Erzgänge bzw. im neu entdeckten Erzgang „Neue Hoffnung Flacher“. Die Zeche entwickelte sich in kürzester Zeit zum bedeutendsten Freiberger Bergwerk und zählte zu den größten Silberbergwerken Europas. Zwischen 1840 und 1896 hatte die Grube ein Silberausbringen von 448 Tonnen. Die Belegschaft stieg von 165 Mann (1831) auf 2.882 Mann (1856/60). Ende des 19. Jahrhunderts fuhren im Schnitt 1.500 bis 2.000 Mann auf der „Himmelfahrt Fundgrube“ an.

## Letzte Blüte und Niedergang im 19.  Jahrhundert

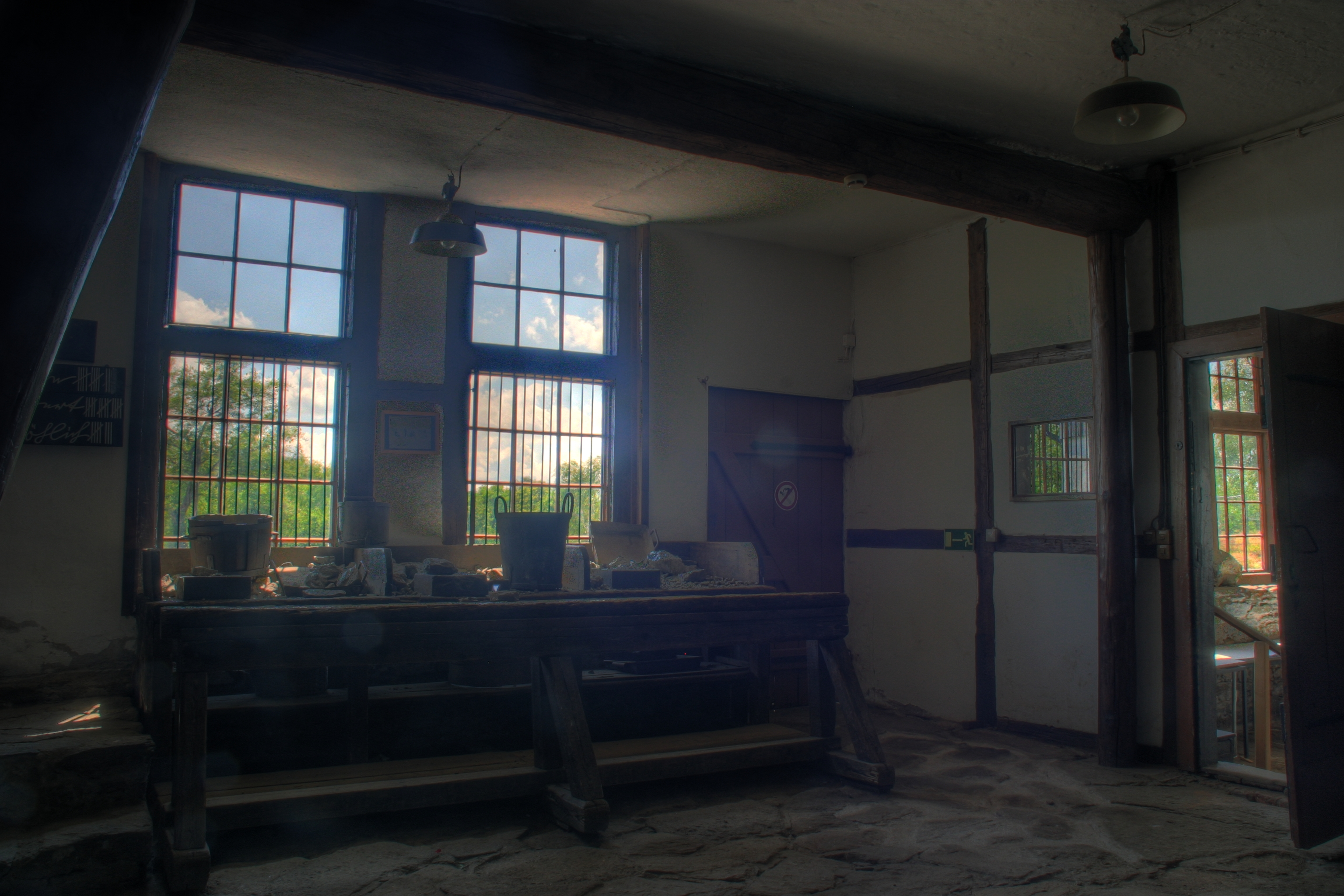
Scheidebank in der Grube Alte Elisabeth

Das Grubenfeld war durch den Aufkauf zahlreicher ehemals selbständiger Zechen stark angewachsen, mehrere Schächte wurden neu abgeteuft bzw. durch den Einsatz von Wassergöpeln und Dampfmaschinen modernisiert. Auch die Tagesanlagen (Bergschmieden, Erzwäschen, Pochwerke, Scheidebänke) wurden deutlich erweitert. Hauptschacht war der „Abrahamschacht“, dessen Gebäudegruppe bis heute den nahezu unveränderten Zustand aus der Zeit um 1850 wiedergibt. Zweiter Hauptschacht war der ab 1835 abgeteufte „Davidschacht“. Bereits ab 1808 erfolgte die Anlage des Schachtes „Alte Elisabeth“ am heutigen Standort. Von hier aus erfolgte auch der Vortrieb des Rothschönberger Stollns in dessen nichtstaatlichem Teil. 1841 begann das Niederbringen des Richtschachtes „Reiche Zeche“ auf dem 1691 letztmals verliehenen gleichnamigen Grubenfeld.
Mit Einführung der Goldwährung („Goldmark“) 1873 begann der Niedergang des Freiberger Silberbergbaus. Durch weltweite Überproduktion halbierte sich zwischen 1880 und 1898 der Silberpreis und auch die Preise für die Nebenprodukte Blei und Zink nahmen massiv ab. Dem bevorstehenden Zusammenbruch des Freiberger Bergbaus kam das Königreich Sachsen 1886 mit der Verstaatlichung der fünf wichtigsten Gruben, darunter auch die „Himmelfahrt Fundgrube“, zuvor. Unter Leitung der Oberdirektion der Königlichen Erzbergwerke wurden die Gruben technisch modernisiert, doch konnten auch die dadurch gesenkten Gestehungskosten mit dem Verfall der Silberpreise nicht Schritt halten. Aufgrund der mangelhaften Rentabilität wurde der Betrieb auf der „Himmelfahrt Fundgrube“ und in den weiteren Bergwerken bis 1913 planmäßig stillgelegt.

### Grubenunglück vom 29. Februar 1880

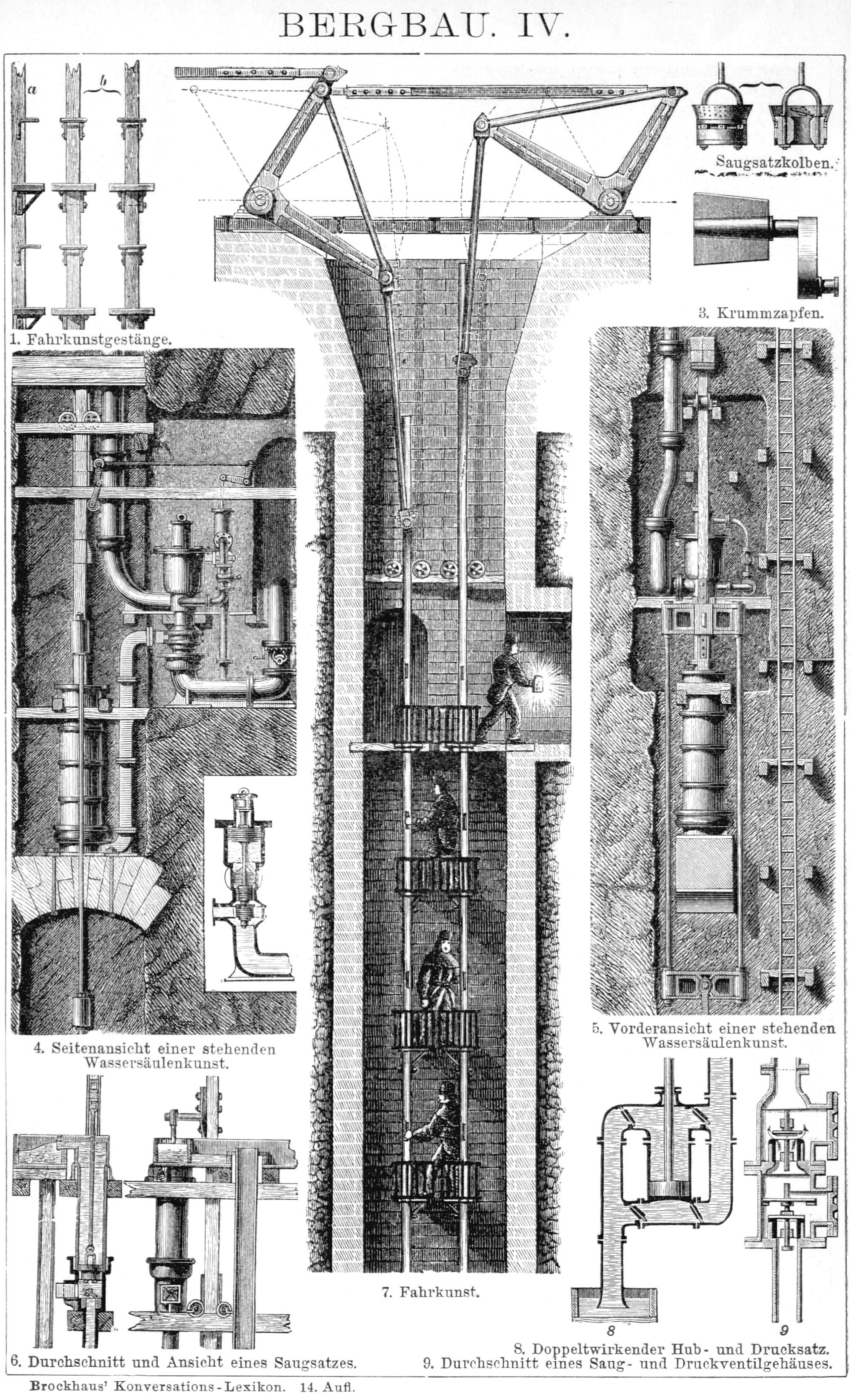
Wassersäulenmaschine und Fahrkunst, Brockhaus Konversationslexikon 14. Aufl. Band 2, 1893–1897

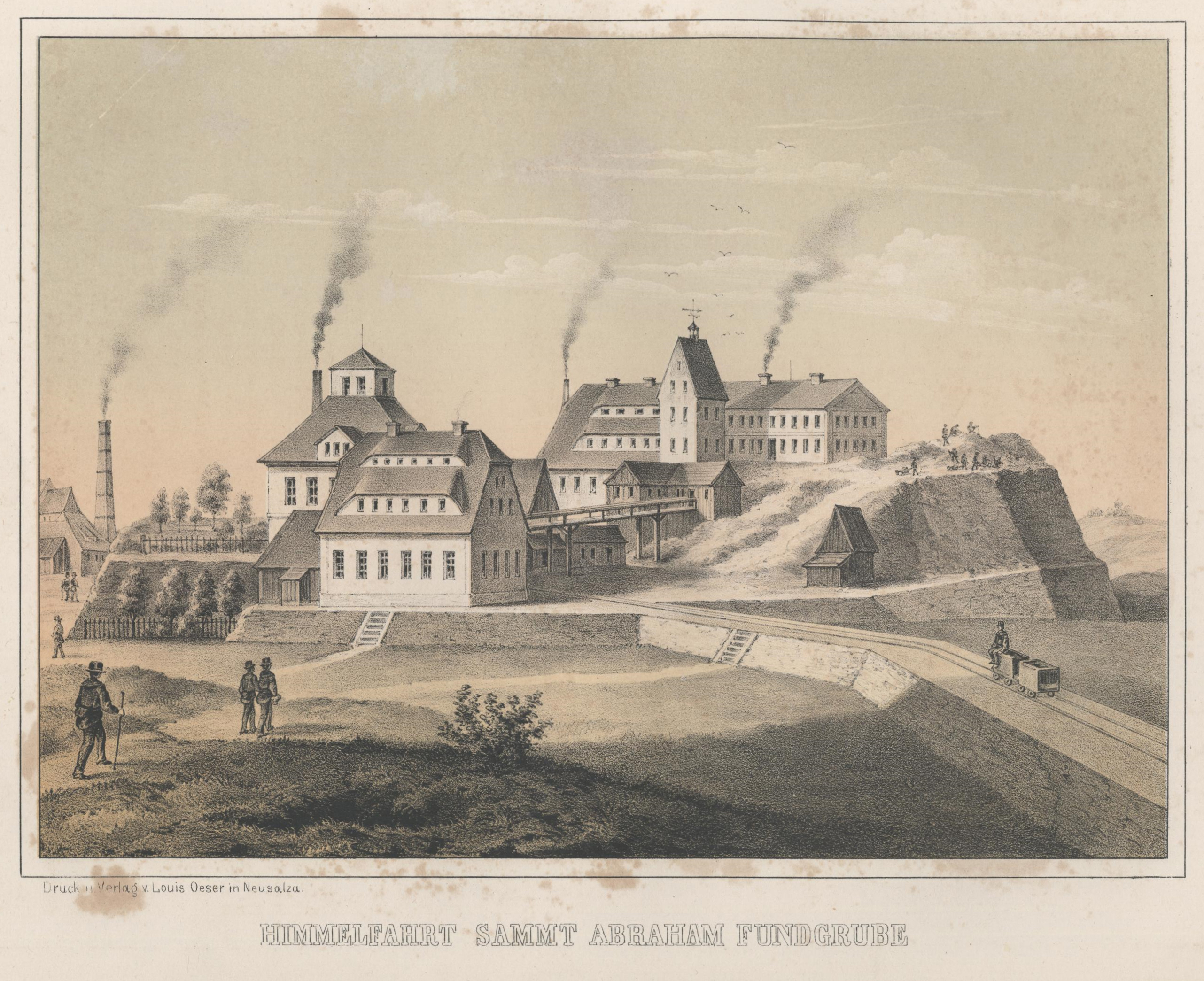
Abrahamschacht 1856

Am 29. Februar 1880 gegen 18:30 Uhr kam es im „Abrahamschacht“ zum mit 11 Toten schwersten Grubenunglück im traditionsreichen Freiberger Revier, als das Gestänge der Fahrkunst brach. Die darauf befindlichen Bergleute der anfahrenden Nachtschicht stürzten mitsamt den Trümmern der Fahrkunst etwa 20 Meter in die Tiefe. Dabei kamen 8 Bergleute sofort ums Leben, einer verstarb bei der Bergung und 2 weitere am nächsten Morgen.
Die Unfallopfer waren:
1. Ernst Louis Heym (25 J.) aus Conradsdorf, er hinterlässt eine Witwe;
2. Karl Eduard Walther (37 J.) aus Freiberg, er hinterlässt eine Witwe und zwei Kinder;
3. Karl Gustav Prager (47 J.) aus Bräunsdorf, er hinterlässt eine Witwe und sechs Kinder;
4. August Heinrich Matthes (46 J.) aus Conradsdorf, er hinterlässt eine Witwe und zwei Kinder;
5. Oskar Heinrich Ferdinand Eckhardt (51 J.) aus Berthelsdorf, er hinterlässt eine Witwe und fünf Kinder;
6. Karl Heinrich Herberger (25 J.) aus Zug, er hinterlässt eine Witwe und ein Kind;
7. Karl August Jehmlich (38 J.) aus Pobershau, er hinterlässt eine Witwe und zwei Kinder;
8. Friedrich Wilhelm Sterzel (41 J.) aus Conradsdorf, er hinterlässt eine Witwe und ein Kind;
9. Friedrich Theodor Lohse (56 J.) aus Freiberg starb während der Bergung aus dem Schacht, er hinterlässt eine Witwe und 5 Kinder;Abraham Fundgrube 1
10. Gustav Eduard Koch (40 J.) aus Freiberg er wurde geborgen und starb am 1. März gegen 5:00 Uhr;
11. Karl Friedrich Ernst Goldammer (46 J.) aus Conradsdorf starb am 1. März gegen 9:00 Uhr, er hinterlässt eine Witwe und vier Kinder.

Karl Oswald Seifert (31 J.) aus Freiberg und Friedrich August Kluge (45 J.) aus Oberschöna überlebten. Sofort wurden alle Fahrkünste im Freiberger Revier auf Befehl des Oberbergamtes Freiberg stillgelegt und einer Revision unterzogen. Mehrere Gutachten wurden erstellt. Die Gutachter stellten fest, dass gegen 18:30 Uhr eine fehlerhafte Kette der Fahrkunst gebrochen war. Außerdem trug der schlechte Allgemeinzustand der Holzteile zum Unfall bei. Die Kontrollen der Fahrkunst durch den Kunststeiger Moritz Robert Schmidt und dem Betriebsdirektor Robert Moritz Wengler wurden als ungenügend erachtet. Aufgrund dieser Anschuldigungen wurde der Betriebsdirektor im März mit sofortiger Wirkung vom Dienst suspendiert. Am 19. Januar 1882 wurden gegen Wengler und Schmidt Anklage wegen fahrlässiger Tötung in 11 Fällen in Verbindung mit Verletzung ihrer Dienstpflichten erhoben. Bei der Urteilsverkündung am 31. Januar 1882 wurden beide für schuldig befunden. Wengler wurde zu einer Haftstrafe von 1 Jahr und 6 Monaten verurteilt, Schmidt erhielt eine Haftstrafe von 5 Monaten. Um ähnliche Unglücke in Zukunft zu verhindern, erließ das Königliche Bergamt am 29. Oktober 1881 das „Reglement, die Unterhaltung und Benutzung der Fahrkunst im Abraham-Schachte bei Himmelfahrt Fundgrube betreffend.“ Darin wurden regelmäßige Kontrollen durch das Bergamt und den Betreiber angeordnet.

## Die Himmelfahrt Fundgrube im 20. und 21. Jahrhundert

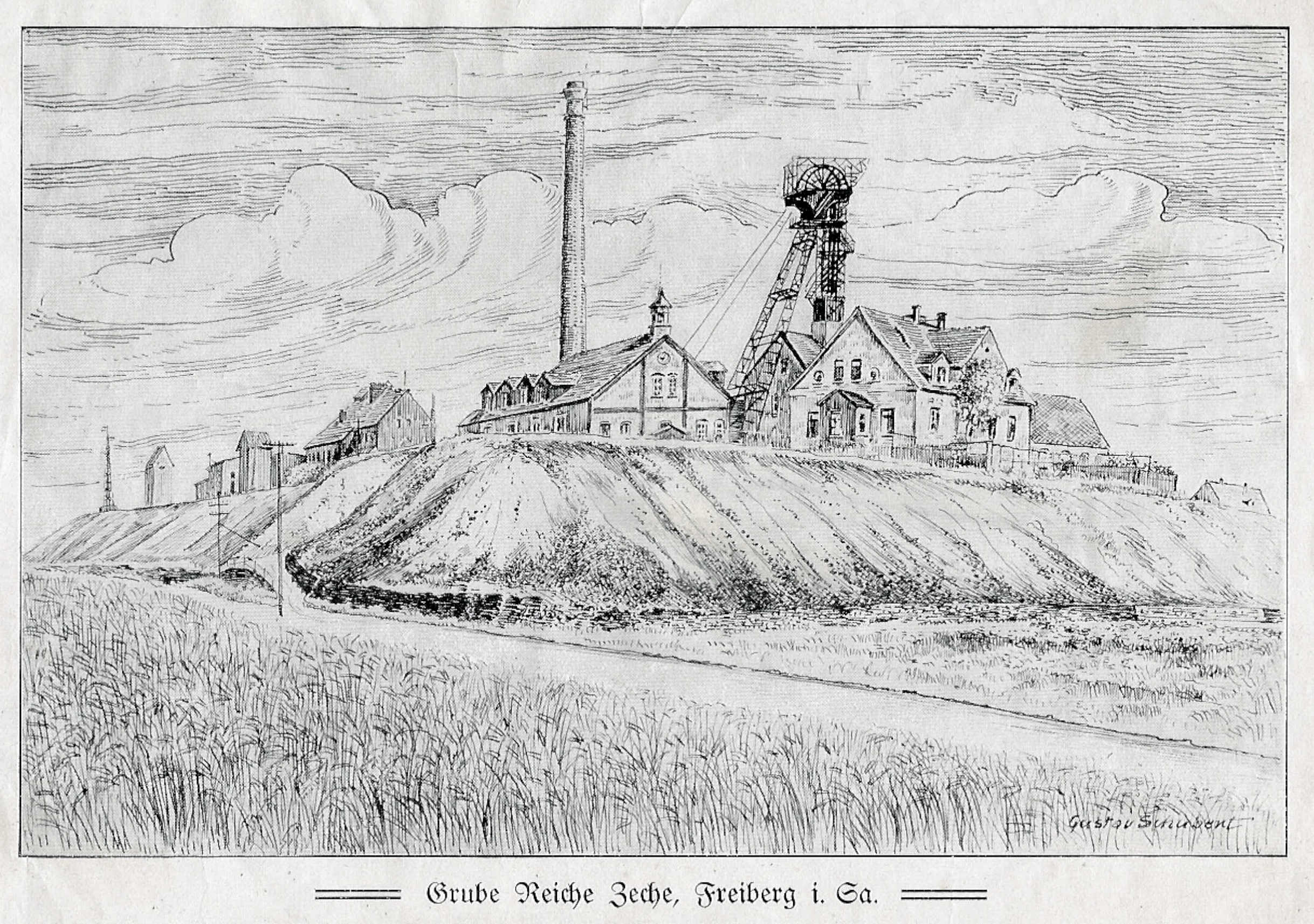
Die Reiche Zeche um 1920

### Ende des Erzbergbaus und Eröffnung des Lehr- und Forschungsbergwerks
Bereits 1905 fasste die Bergakademie den Beschluss zur wissenschaftlichen Nachnutzung der Schachtanlagen „Reiche Zeche“ und „Alte Elisabeth“. Die Übergabe für Lehrzwecke erfolgte verzögert durch den Ersten Weltkrieg aber erst 1919. Am 1. Mai 1919 beschloss das Finanzministerium „…dem Prof. Kegel die Verwaltung derjenigen Grubenbaue und sonstigen Bergwerksanlagen, die für Lehrzwecke der Bergakademie dienen sollen, als Betriebsleiter übertragen…“ (p.22)
Die Nutzung umfasste die Lehrausbildung in den Bereichen Maschinentechnik, Bergtechnik und Markscheidewesen im Schacht „Reiche Zeche“ und war mit dem Erhalt und der Pflege der historischen Anlagen um den Schacht „Alte Elisabeth“ verbunden.

### Zeit des Nationalsozialismus
Im Zuge der nationalsozialistischen Autarkiepolitik erfolgte 1937 die Wiederaufnahme des Bergbaus der Grube Himmelfahrt durch die Sachsenerz Bergwerks GmbH. Dabei wurde der Schacht Reiche Zeche als Förder- und Wetterschacht genutzt. Auf dem „Davidschacht“ wurde in dieser Zeit eine Teufe von 736 m erreicht (1942).

### Nachkriegszeit und die Zeit der DDR

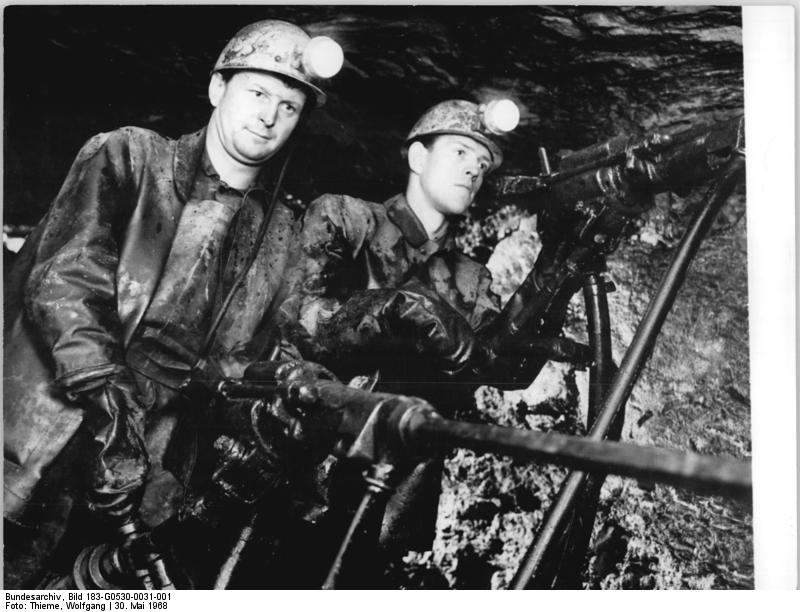
Bergarbeiter bei der Arbeit, VEB Bergbau- und Hüttenkombinat „Albert Funk“ Freiberg, 1968

Nach Ende des Zweiten Weltkrieges erfolgten im Bereich der Grube Erkundungen auf Uran durch die SAG Wismut. Es war aber nicht genug Uran vorhanden, um einen Abbau zu rechtfertigen. Später wurde der Abbau durch das Bergbau- und Hüttenkombinat „Albert Funk“ fortgeführt. Die „Reiche Zeche“ erhielt 1953 ein neues eisernes Fördergerüst, das heute als Wahrzeichen des Freiberger Bergbaus gilt.
Der Lehrbetrieb wurde bereits unmittelbar nach Ende des Zweiten Weltkrieges im Juli 1945 wieder aufgenommen.
Der Betrieb des Bergwerkes wurde zur Zeit der DDR zunehmend unrentabler. Da aber die DDR Buntmetalle brauchte und diese auf dem Weltmarkt nur mit Devisen bezahlt werden konnten, wurde die Förderung erst 1969 endgültig eingestellt. Anschließend wurde das Grubengebäude bis zum Niveau des Rothschönberger Stollns in 230 m Teufe geflutet.
Der Lehr- und Forschungsbetrieb wurde weitergeführt. Ab 1981 fanden umfangreiche Aufbewältigungsarbeiten statt. Im Bereich des Schachtes Reiche Zeche wurde moderne Ausrüstung für den Lehr- und Forschungsbetrieb installiert. Außerdem wurden historische Grubenbaue gesichert.

### Die Himmelfahrt Fundgrube seit der Wiedervereinigung
In den 1980er Jahren erfolgten dafür umfangreiche Modernisierungsarbeiten. Dabei wurden auch Zugänge zu historischen Grubenbauen ermöglicht. Das Lehrbergwerk ist in seiner Art einzigartig in Deutschland, es ist das einzige Bergwerk, welches zum Zwecke von Lehre, Forschung und Bildung von einer Universität betrieben wird. Schwerpunkt der Lehre ist die studentische Ausbildung in geowissenschaftlichen und geotechnischen Studiengängen. Darüber hinaus zählen Erhaltung, Pflege und Erschließung historischer Sachzeugen (über und unter Tage) zu den Aufgaben. Das Bergwerk umfasst neben den beiden Seilfahrtschächten „Reiche Zeche“ und „Alte Elisabeth“ 14 km gesicherte Auffahrungen bis zu einer Teufe von bis zu 230 m.
Heute wird die Himmelfahrt Fundgrube von der TU Bergakademie Freiberg betrieben. Die Grube dient als Lehr- und Forschungseinrichtung. Seit 1991 ist die Himmelfahrt Fundgrube für Gäste ab 6 Jahren im Rahmen von Führungen zugänglich.
Im Frühjahr 2013 wurde die Schließung des Besucherbergwerkes „Reiche Zeche“ angekündigt. Seit 19. August 2013 waren keine touristischen Einfahrten mehr möglich um „unabdingbare Sanierungsarbeiten“ durchführen zu können. Auch das Lehr- und Forschungsbergwerk wurde stark eingeschränkt.
Der touristische Besucherbetrieb wurde nach Abschluss der Arbeiten wieder aufgenommen.

### Landesausstellung, Covid-19-Pandemie und Überholung des Fördergerüstes 2020/2021
Für die 4. Sächsische Landesausstellung wurde das Besucherzentrum neu gestaltet. Die ursprünglich für den 25. April 2020 geplante Öffnung der Landesausstellung am Standort Freiberg musste wegen der Quarantänemaßnahmen im Rahmen der Covid-19-Pandemie auf den 11. Juli 2020 verschoben werden. Außerdem musste die Landesausstellung wegen der Quarantänemaßnahmen am 2. November 2020 vorzeitig beendet werden.
Wegen einer Überholung des Fördergerüsts wird der Besucherverkehr von Mai 2021 bis voraussichtlich Ende 2021 eingestellt. Am 18. Mai wurde das Fördergerüst durch Mitarbeiter der Firma Schachtbau Nordhausen in einem Stück abgebaut.
Die Lehr- und Forschungstätigkeit im Bergwerk wird während der Covid-19-Pandemie und der Überholung des Fördergerüstes unter Beachtung strenger Sicherheitsmaßnahmen weiter durchgeführt.

## Derzeitige Nutzung

### Nutzung als Lehr- und Forschungsbergwerk
Betreiber der Anlage ist heute die TU Bergakademie Freiberg und ist damit die einzige deutsche Universität mit einem Lehrbergwerk. Inhaber der Bewilligung ist die Bergakademie, also ist der Rektor im Sinne des Gesetzes bergrechtlicher Unternehmer. Das Forschungs- und Lehrbergwerk wird seit 2012 vom Professor für Rohstoffabbau und Spezialverfahren unter Tage Helmut Mischo geleitet. Die Universität beschäftigt mehrere Bergleute und bildet auch Lehrlinge aus. Zahlreiche Fakultäten nutzen die Himmelfahrt Fundgrube zur Ausbildung der Studentinnen und Studenten. Anfang 2021 befanden sich im Lehrbergwerk 30 Labore. Studenten der Universität führen im Bergwerk verschiedene Praktika durch. Außerdem nutzen Hochschullehrer und Studenten das Bergwerk für die wissenschaftliche Forschung. Mehr als 50 Partner aus 26 Ländern sind ebenfalls im Bergwerk vertreten und nutzen die Anlagen für ihre Forschungs- und Lehrtätigkeit. Eine besondere Nutzung ist die Reifung von Whiskey im Bergwerk.

### Touristische Nutzung
Die Führungen werden vom Freiberger Förderverein Himmelfahrt Fundgrube e. V. durchgeführt. Die Touren dauern zwischen 1 und 5 Stunden und Besucher müssen mindestens 6 Jahre alt sein. Die Einfahrt erfolgt meistens durch das Besucherzentrum am Schacht Reiche Zeche. Es gibt ein Programm für Schulklassen. Zur Weihnachtszeit finden Mettenschichten statt.
Führungen werden an folgenden Standorten angeboten:
- Reiche Zeche (Einfahrt für alle regulären Touren)
- Alte Elisabeth (Einfahrt auf Anfrage)
- Führungen über Tage

## Anlagen der Himmelfahrt Fundgrube

### Reiche Zeche

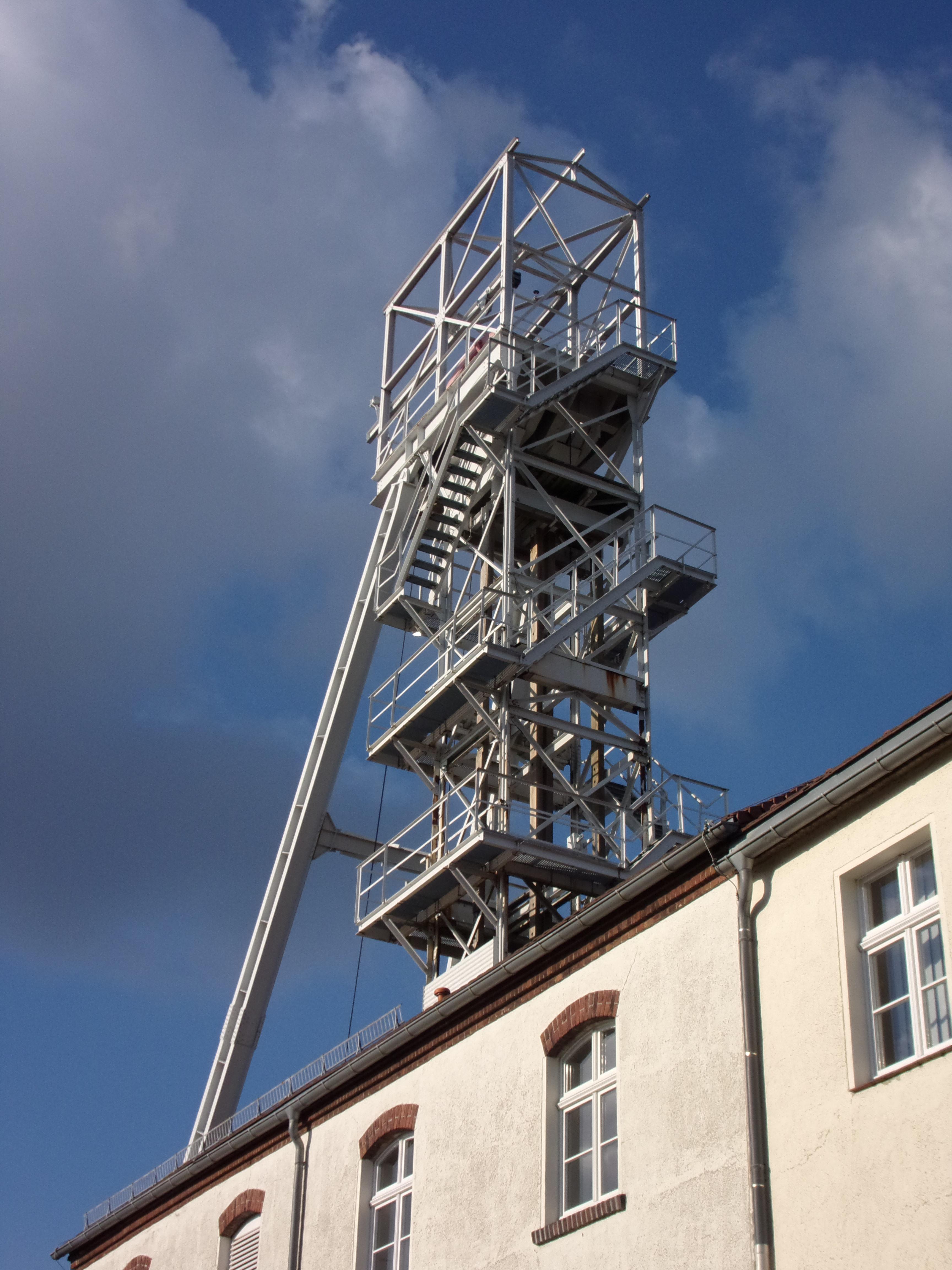
Reiche Zeche

Nordöstlich der Freiberger Altstadt liegt die Schachtanlage Reiche Zeche (Karte). Die Schachtanlage steht auf einer ungefähr 350 m langen, 250 m breiten und 10 m hohen Abraumhalde und ist deshalb von der Stadt und von der Umgebung gut zu sehen. Der Schacht der Reichen Zeche ist der wichtigste Zugang zur Himmelfahrt Fundgrube. Mit zwei gegenläufigen Förderkörben werden Universitätsangehörige, Gäste und Materialien auf die 1. Sohle in einer Teufe von 147,53 Metern befördert. Der Schacht war ursprünglich über 700 m tief, ist aber heute mit dem Förderkorb nur bis zur ersten Sohle zu befahren. Über Fahrten kann man von dort eine Teufe von ungefähr 230 Metern erreichen. Darunter ist der Schacht „abgesoffen“ und daher nicht mehr zugänglich. Im Gebäudekomplex der Schachtanlagen befindet sich das 2020 neu gestaltete Besucherzentrum mit Rezeption, Kauen, Werkstätten, Lager, Ausstellungsräume, Büros und Lehrräume der TU Bergakademie Freiberg. Auf dem Gelände vor dem Schachtgebäude sind mehrere historische Bergbaumaschinen ausgestellt. Um die Schachtanlage befinden sich Gebäude Lehr- und Forschungseinrichtungen mehrerer Fakultäten der TU Bergakademie Freiberg.

### Alte Elisabeth

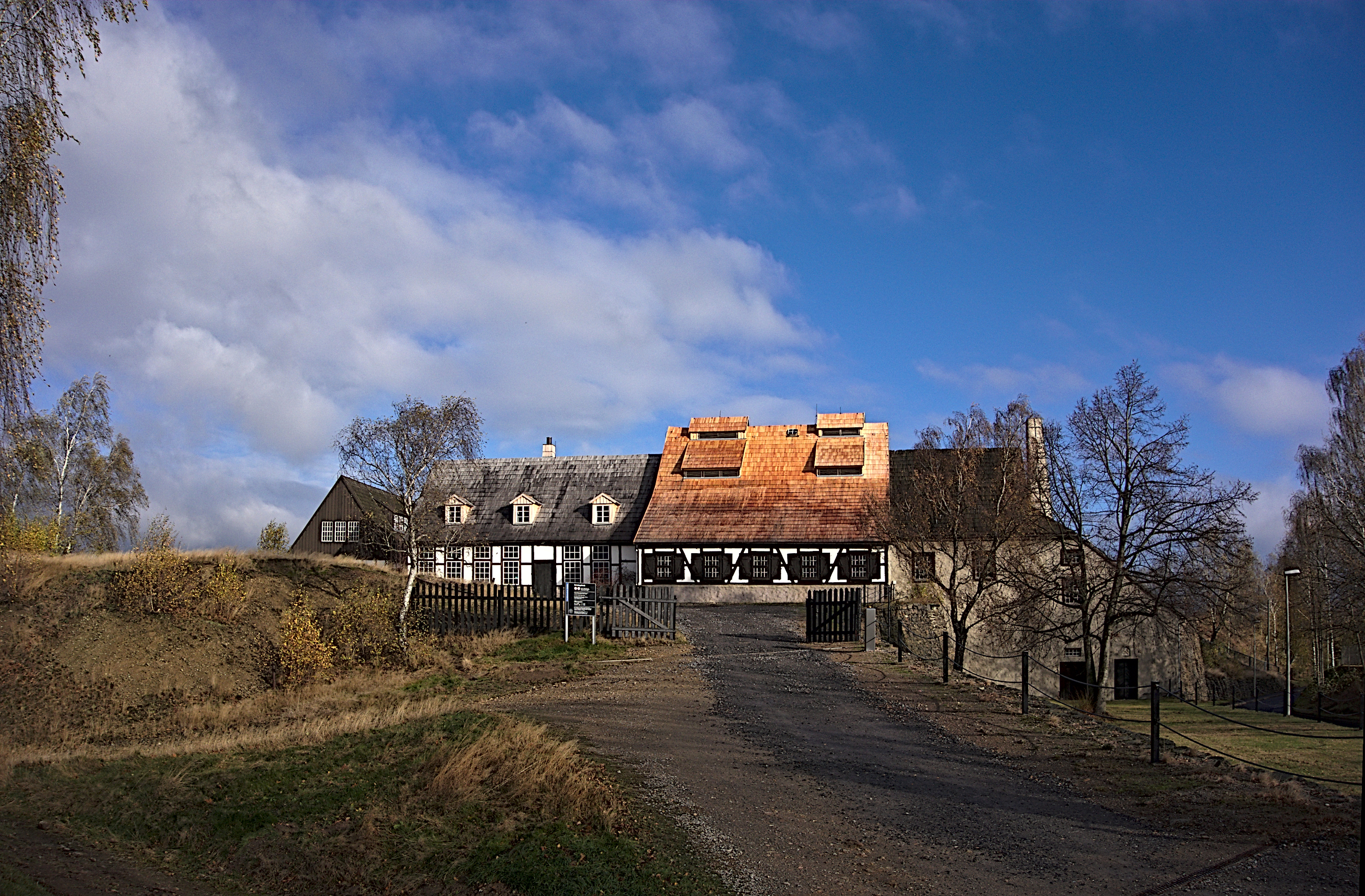
Alte Elisabeth

Ungefähr 800 m Luftlinie von der Schachtanlage Reiche Zeche und näher zur Freiberger Altstadt liegt die Schachtanlage Alte Elisabeth. Anders als die Schachtanlage Reiche Zeche, an der über die Jahre zahlreiche Veränderungen durchgeführt wurden, sind das Huthaus und weitere Gebäude der Schachtanlage Alte Elisabeth äußerlich größtenteils in ihrem Zustand aus dem 19. Jahrhundert bewahrt worden. Auch im Inneren des Huthauses sind mehrere Räume, z. B. eine Betstube mit Orgel, erhalten geblieben. Die Betstube wird regelmäßig für Hochzeiten und andere Veranstaltungen genutzt. Im Huthaus und im Schachthaus werden mehrere bergmännische Exponate, darunter Teile der Balancierdampfmaschine aus dem Jahr 1848 und eine Scheidebank, ausgestellt. Die derzeitige Fördermaschine wurde im 20. Jahrhundert installiert. Das Huthaus kann auf Anfrage besichtigt werden. Die in einen anderen separaten Gebäude liegende ehemalige Bergschmiede ist jedoch nicht mehr zugänglich. Der Förderkorb der Alten Elisabeth würde im Fall eines Ausfallens der Förderkörbe auf der Reichen Zeche zur Evakuierung der Besucher genutzt werden. Wie auch bei der Reichen Zeche kann der Schacht auch auf Fahrten neben dem Förderkorb befahren werden.

#### Schwarzenberg-Gebläse

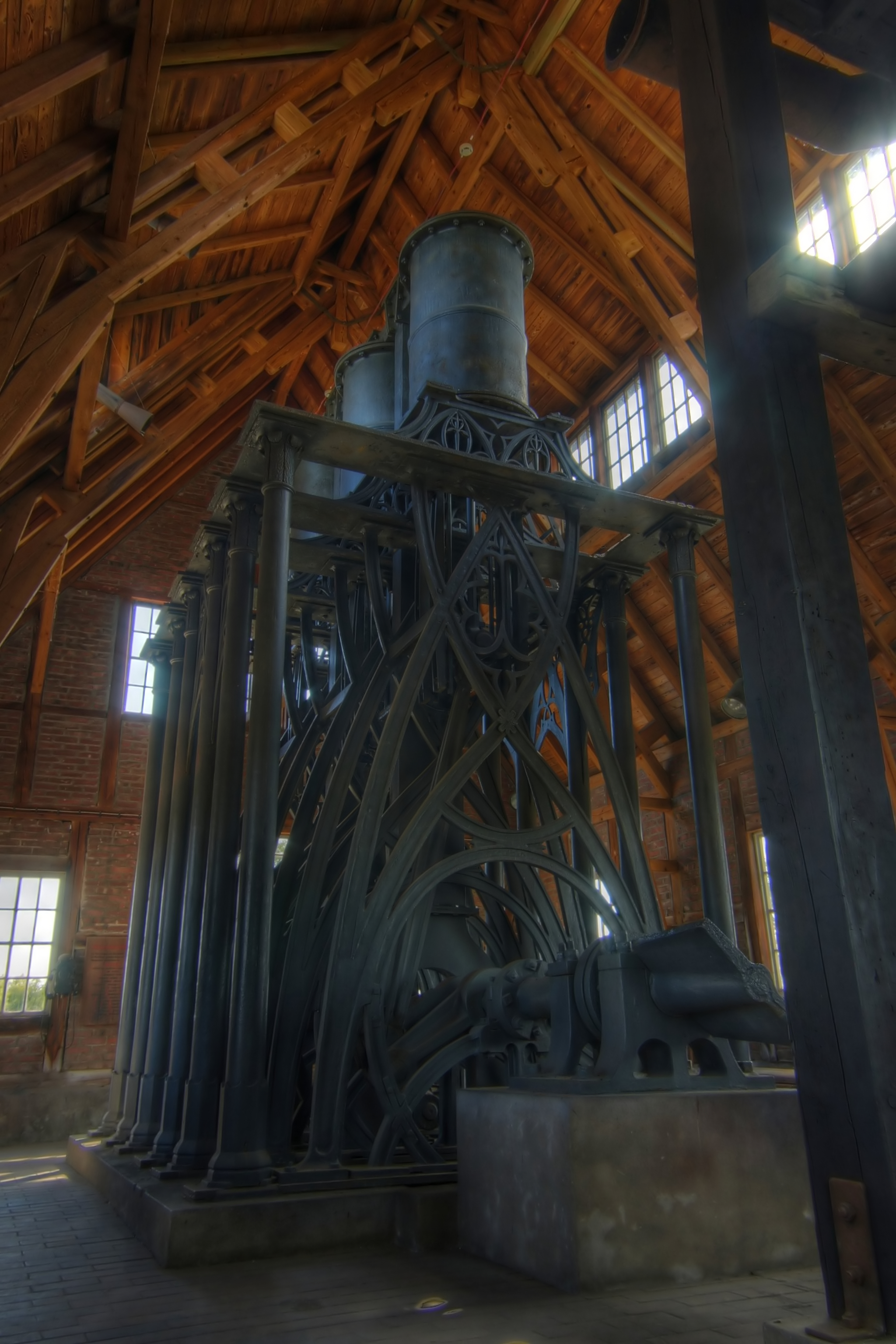
Das Schwarzenberggebläse

Am Schacht „Alte Elisabeth“ ist das Schwarzenberg-Gebläse ausgestellt, welches als eines der historisch bedeutendsten Werke der deutschen Maschinenbaukunst gilt. Das in neugotischer Industrieform gestaltete Gebläse wurde von Christian Friedrich Brendel als wasserradgetriebenes Hochofengebläse für die Antonshütte konstruiert. Guss und Bau erfolgten in dem Heinrich Ludwig Lattermann gehörenden Eisenwerk in Morgenröthe. Das Gebläse erzeugte rund 45 Kubikmeter Wind pro Minute und wog ohne Wasserrad rund 33 Tonnen. Die Baukosten beliefen sich auf 7.100 Taler.
Am 4. Juli 1831 wurde das Gebläse auf der Antonshütte in Betrieb genommen. Dort war es bis zur Stilllegung der Hütte im Jahr 1860 im Einsatz. 1862 erfolgte die Umsetzung zur Halsbrücker Hütte. Hier blieb das Gebläse bis 1925 im Einsatz. Eine vorgesehene Aufstellung im Deutschen Museum München scheiterte aufgrund Raummangel im Museum, so dass das Gebläse auch nach der Stilllegung noch auf der Halsbrücker Hütte verblieb. Als auch hier der Gebläseraum im Zuge einer Betriebserweiterung umgenutzt wurde, erfolgte 1936 die Umsetzung des Gebläses auf die Halde des Schachtes „Alte Elisabeth“. Zur dauerhaften Bewahrung wurde für das Gebläse ein Schutzhaus in unmittelbarer Nachbarschaft des vorhandenen Schacht- und Maschinenhauses errichtet. Das Gebläse kann auf Anfrage besichtigt werden.

### Unter Tage
Die genaue Länge der Freiberger Grubenbauten unter Tage ist heute nicht mehr bekannt. Es wird davon ausgegangen, dass die gesamte Länge im Laufe der über 800 Jahre dauernden Geschichte des Freiberger Bergbaus zwischen 1500 und 2000 km betrug. Davon sind heute noch ungefähr 14 km zugänglich.(p.22/23)

## Himmelfahrt Fundgrube als Typlokalität

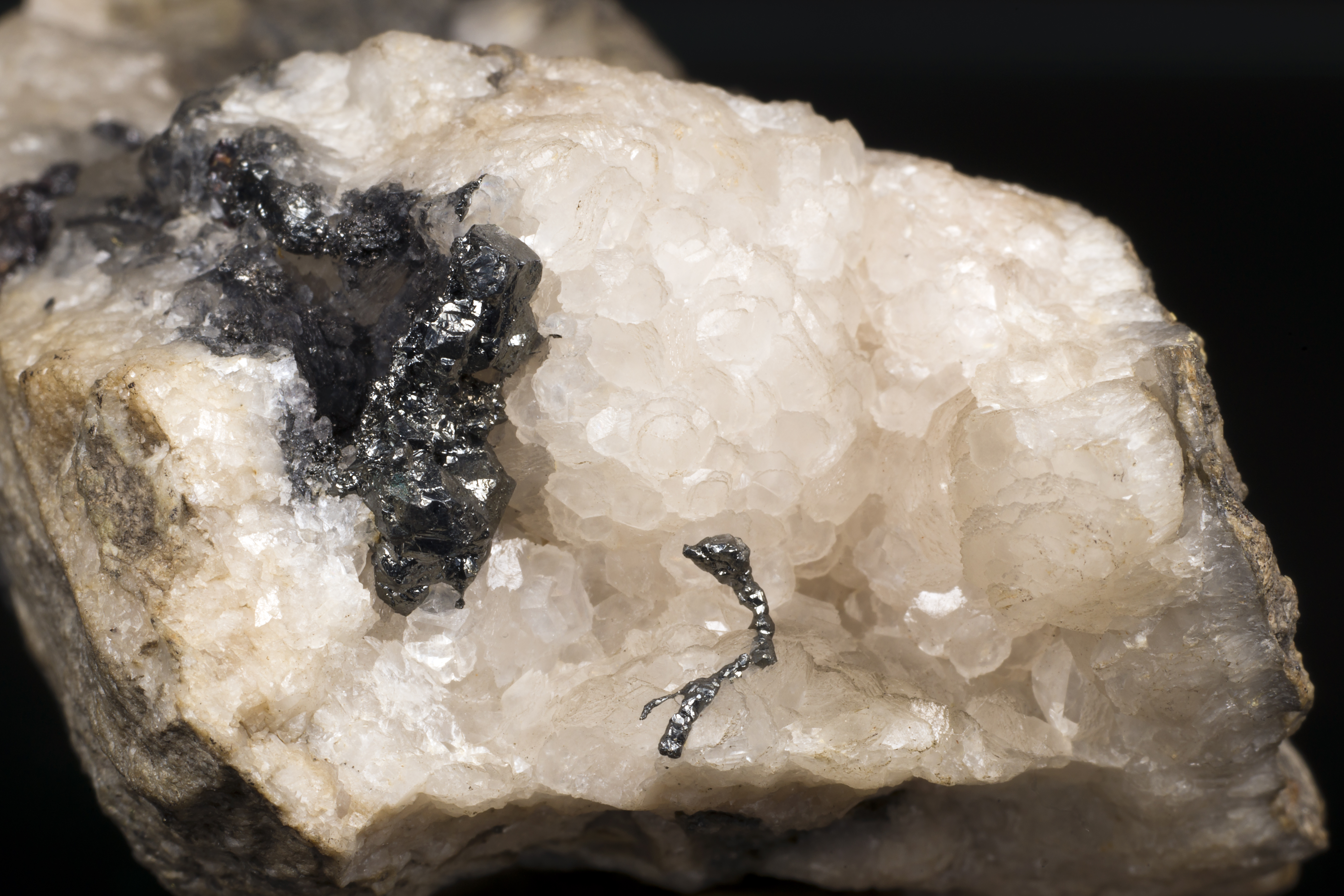
Akanthit auf Calcit aus dem Schacht „Abraham“, Himmelfahrt Fundgrube (Größe: 4 × 3 cm)

Die Himmelfahrt Fundgrube ist nicht nur ein bekannter Fundort für viele verschiedene und teilweise seltene Minerale bzw. ihre Varietäten, ihre Schachtanlage „Reiche Zeche“ ist zudem Typlokalität für den 1831 von Karl Gustav Adalbert von Weissenbach als eigenständiges Mineral beschriebenen und 1853 durch Gustav Adolf Kenngott benannten Freibergit. Insgesamt konnten in der Grube bisher 46 Mineralarten und 8 Varietäten nachgewiesen werden (Stand 2013) wie unter anderem Akanthit, Chalkopyrit, Galenit, Hämatit, Pyrit, Siderit, Stephanit und Xanthokon.

## Galerie

Alte Elisabeth
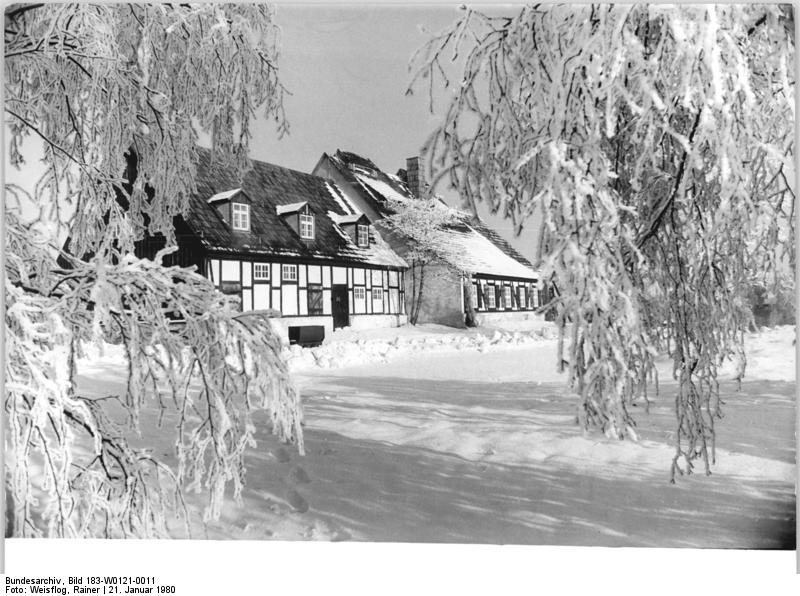
Winter 1980
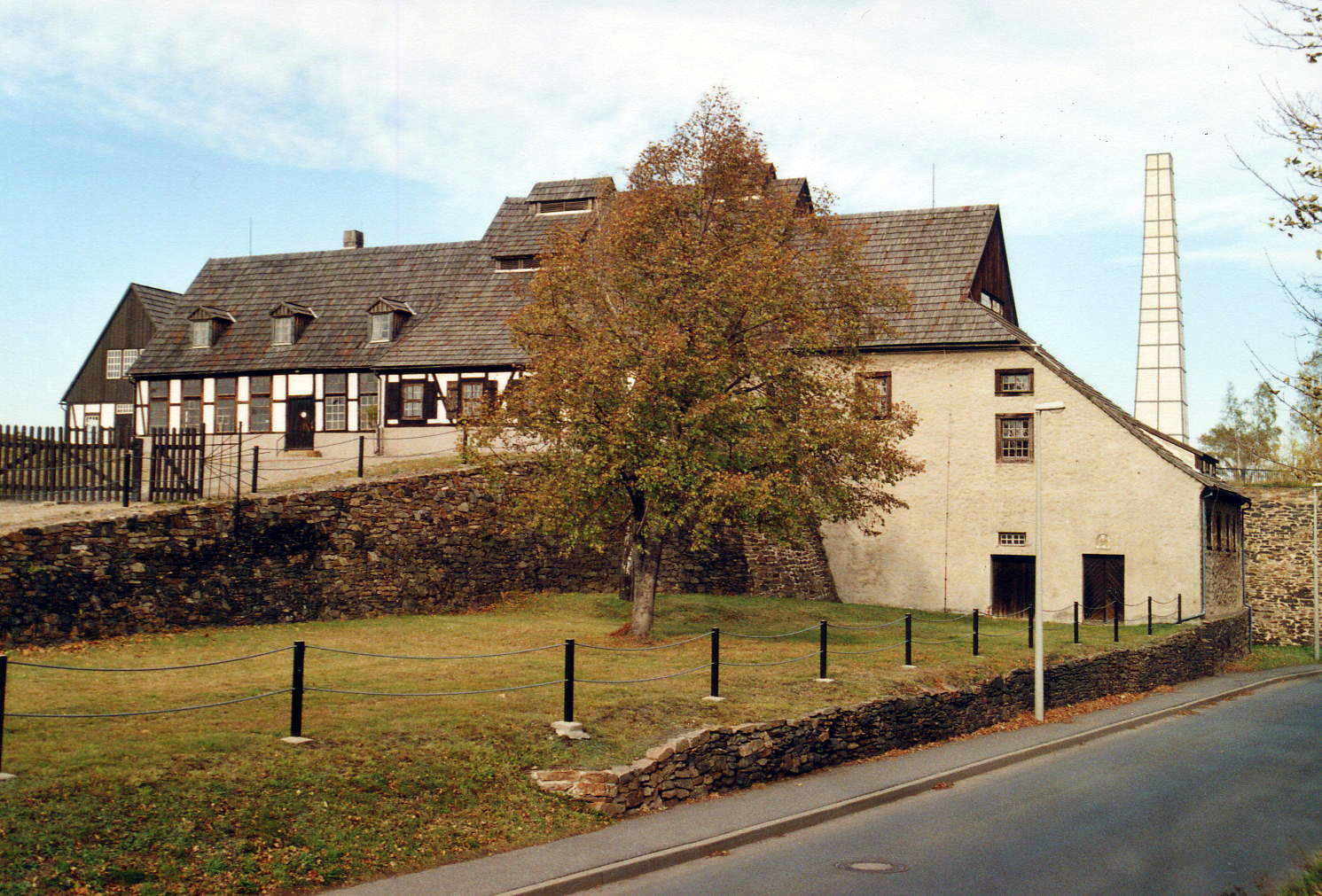
Tagesanlagen 2006
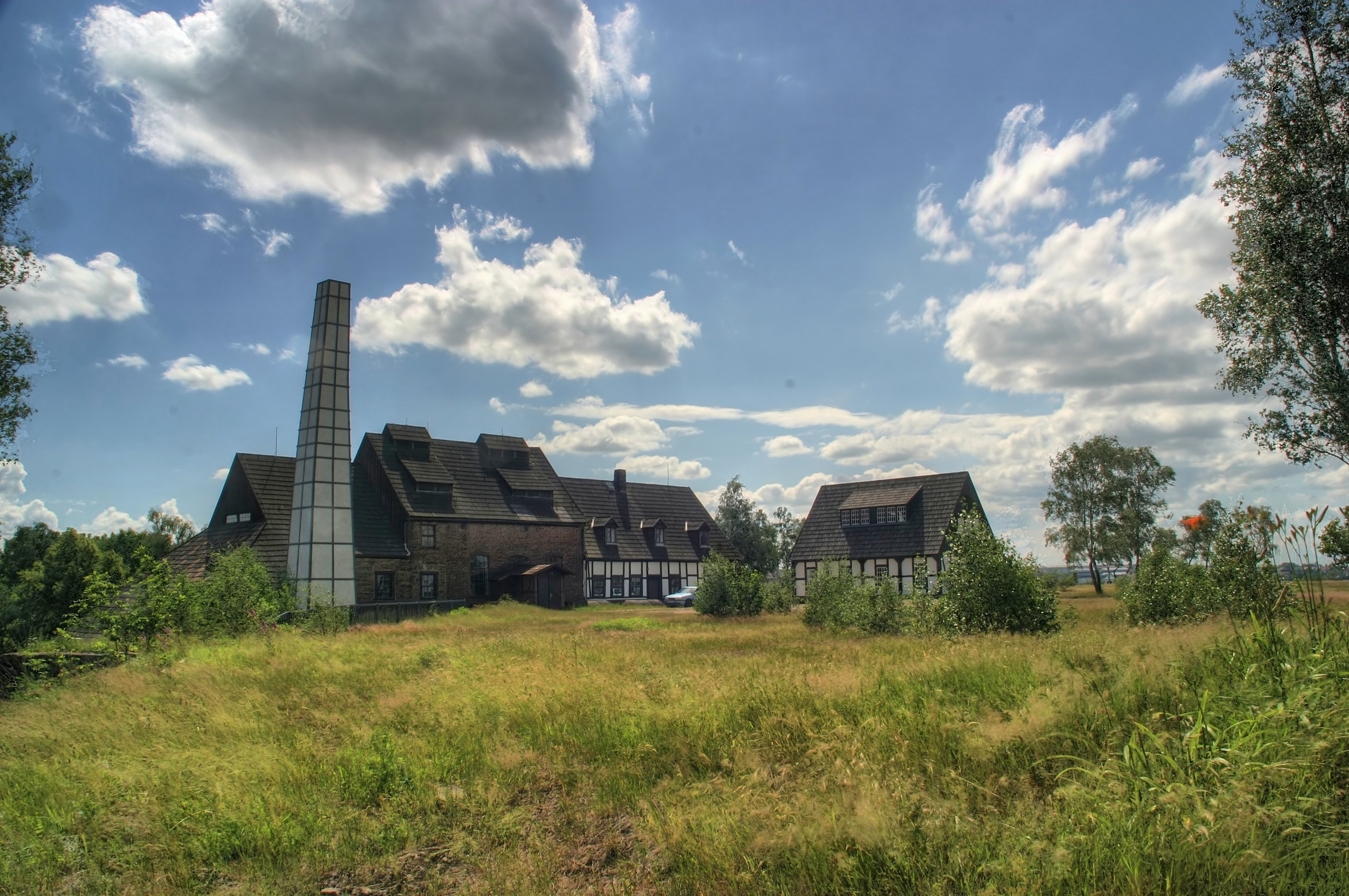
Rückwärtige Ansicht 2007
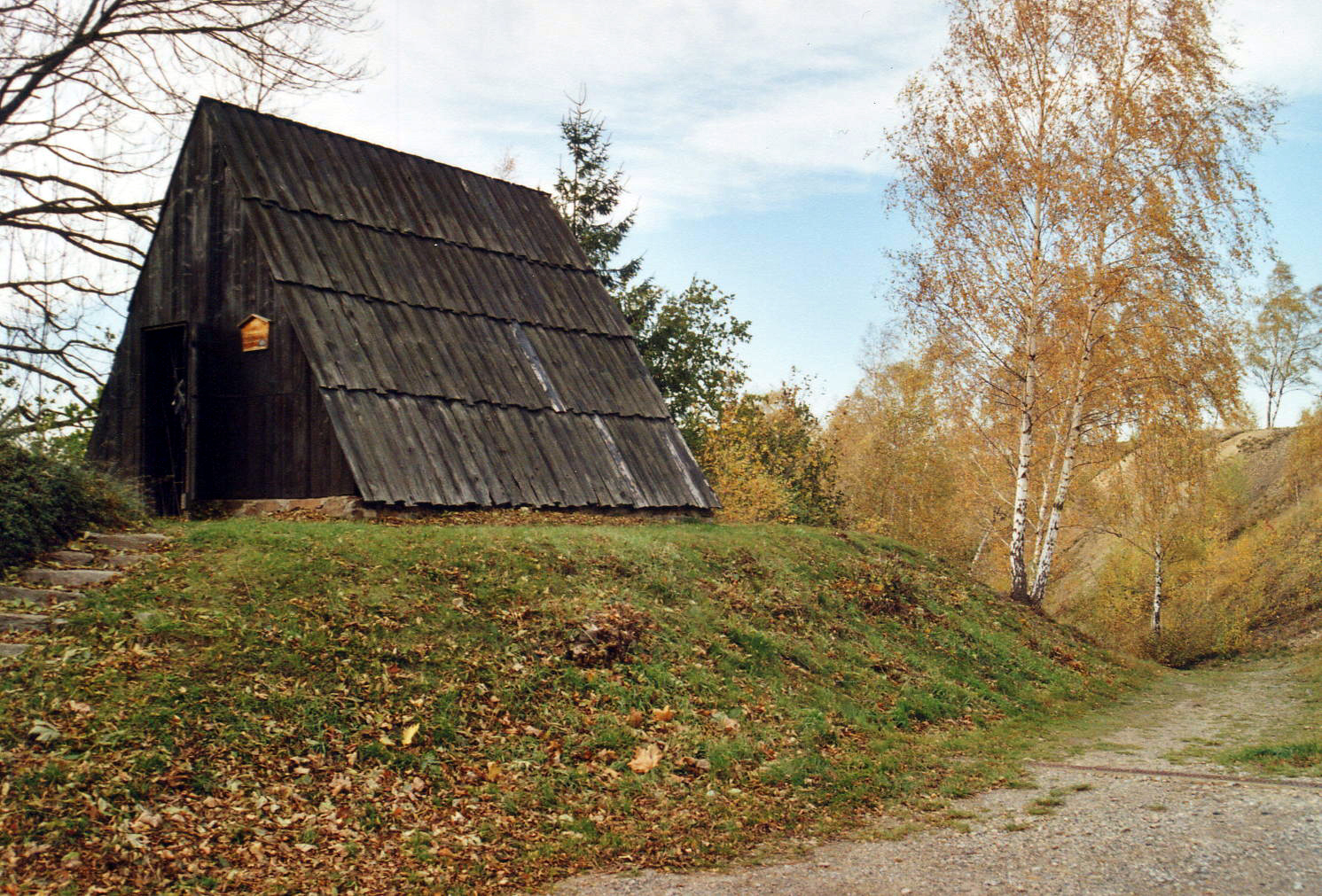
Schachtkaue des Butterschachtes 2006
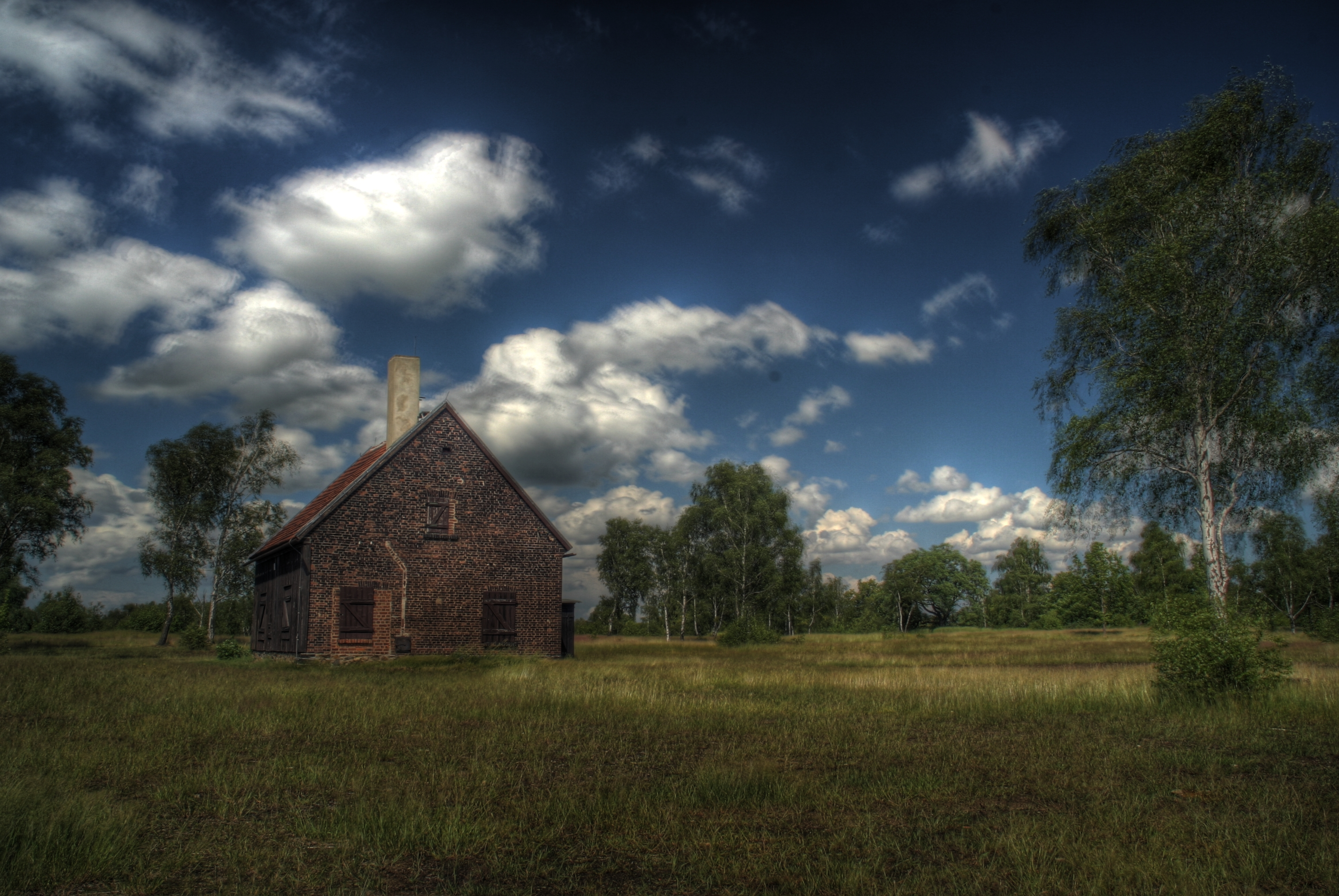
Schmiede 2007
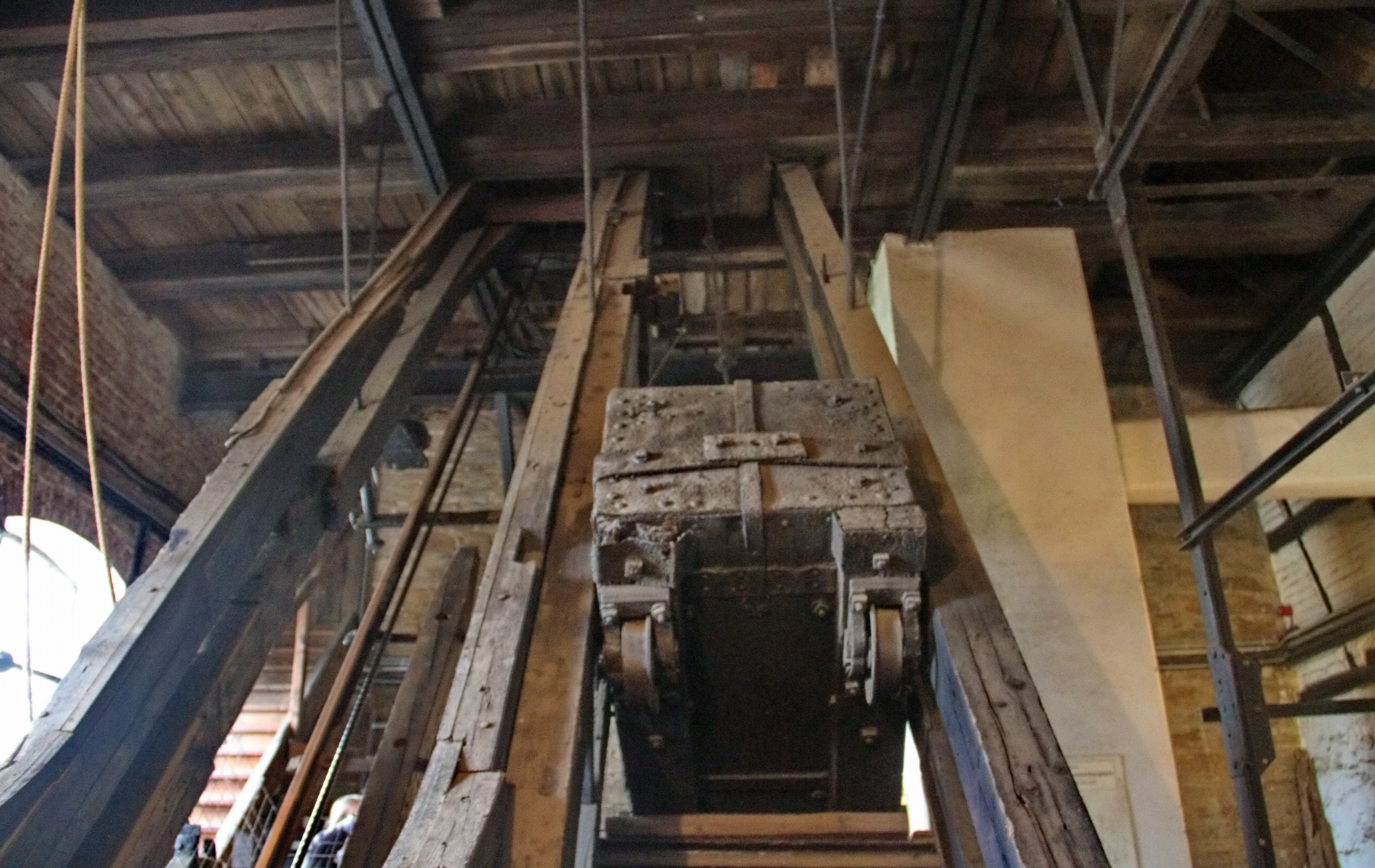
Fördertonne in den Spurlatten, Hängebank
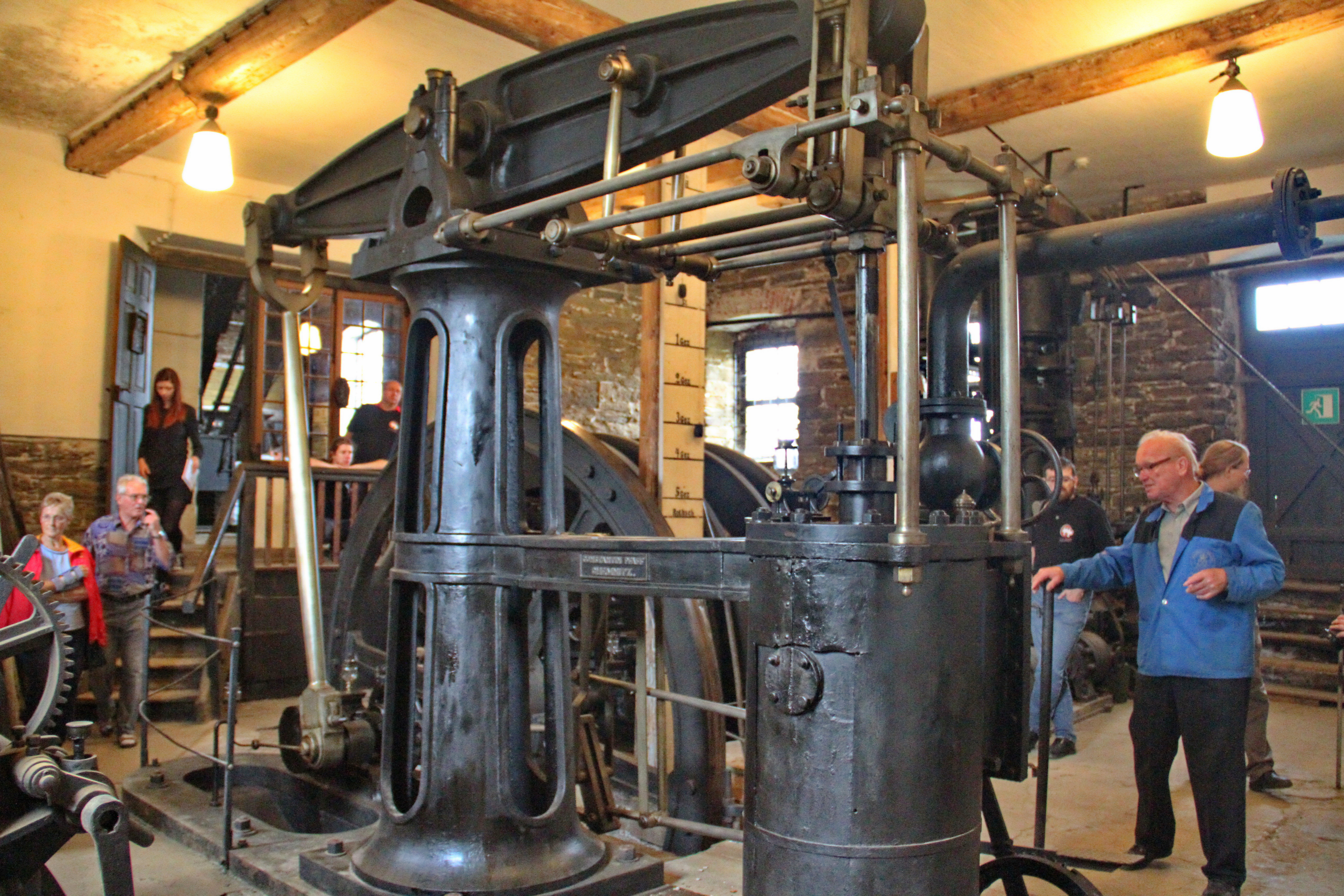
Dampffördermaschine
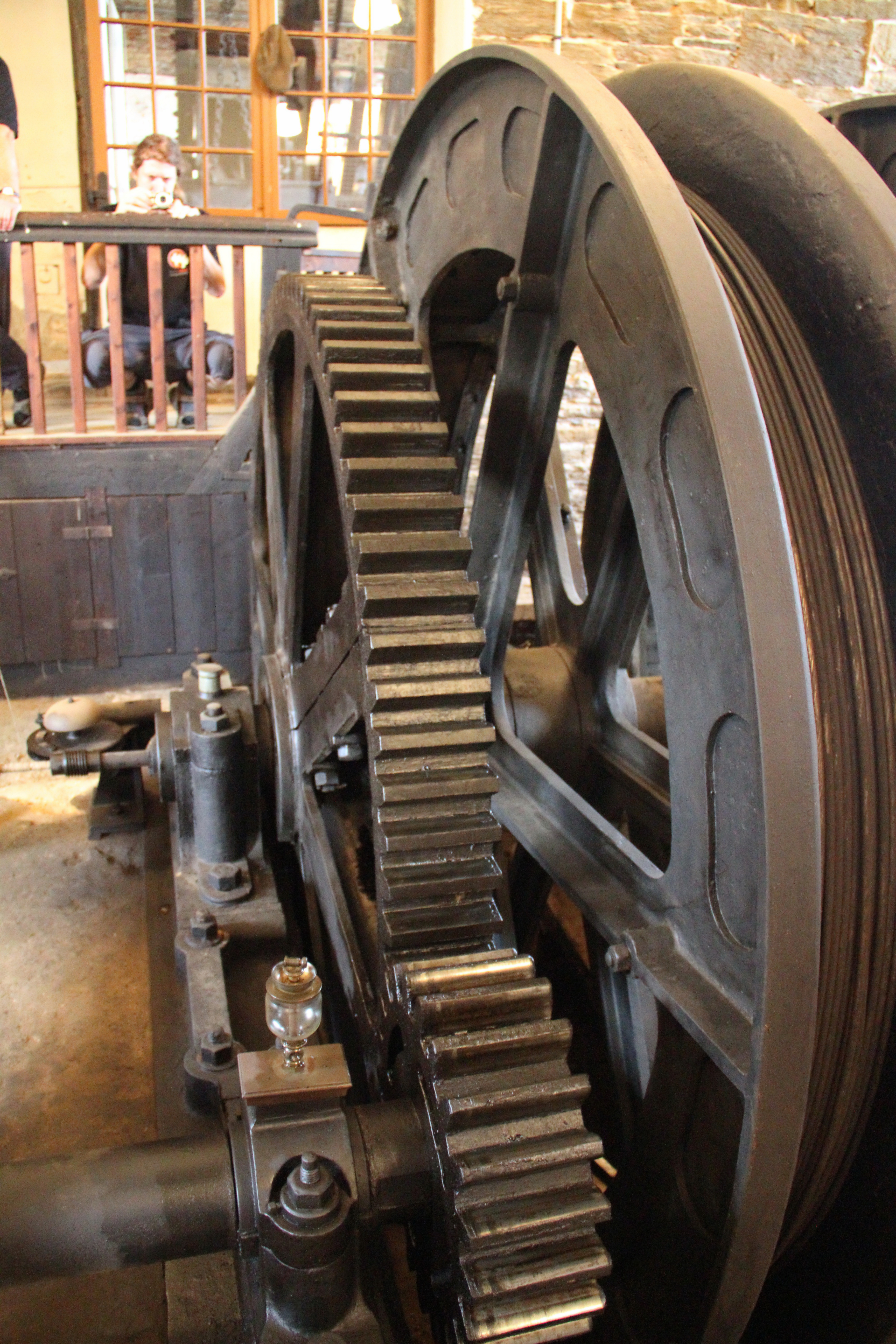
Seiltrommel der Fördermaschine
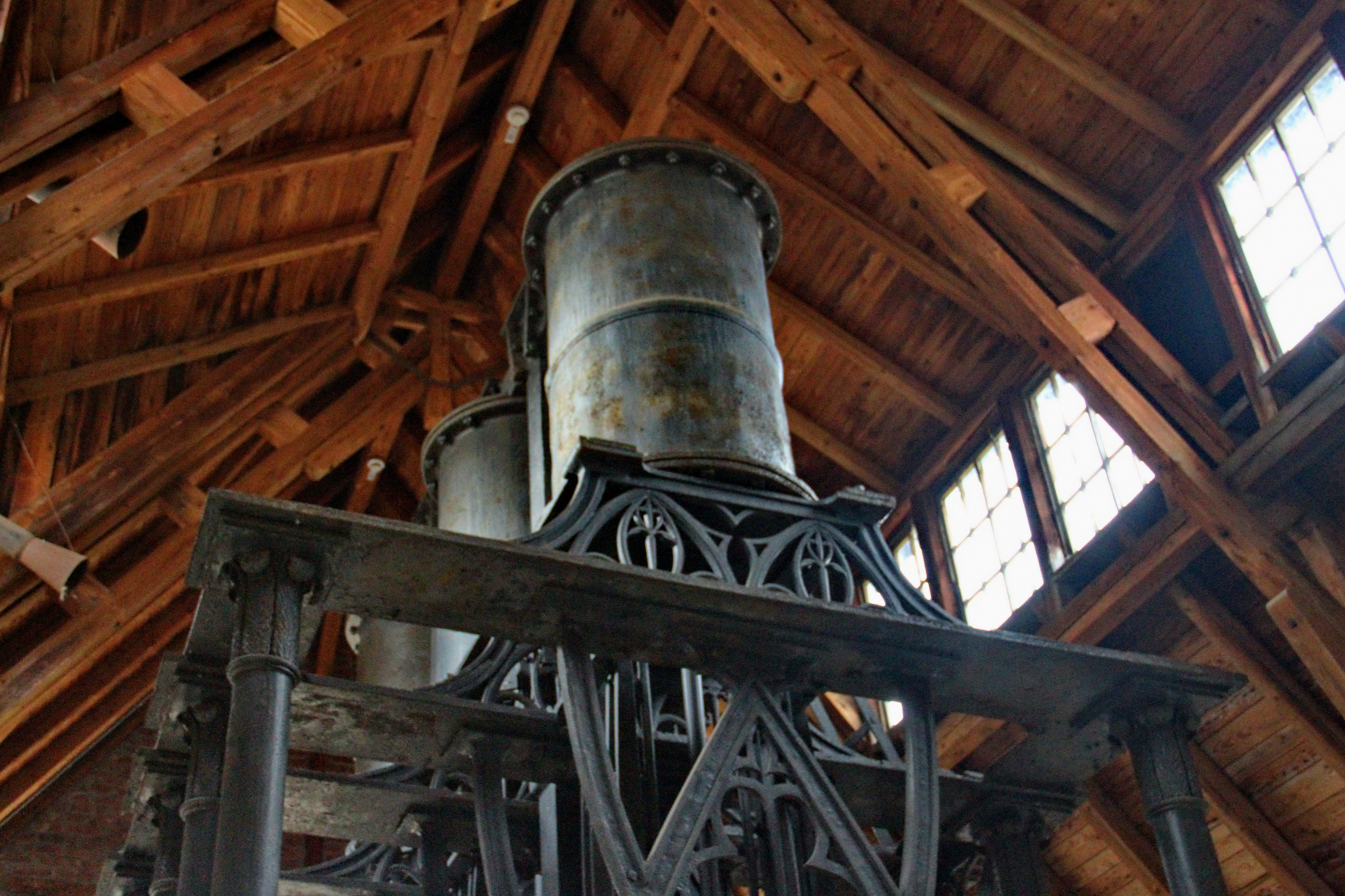
Schwarzenberggebläse
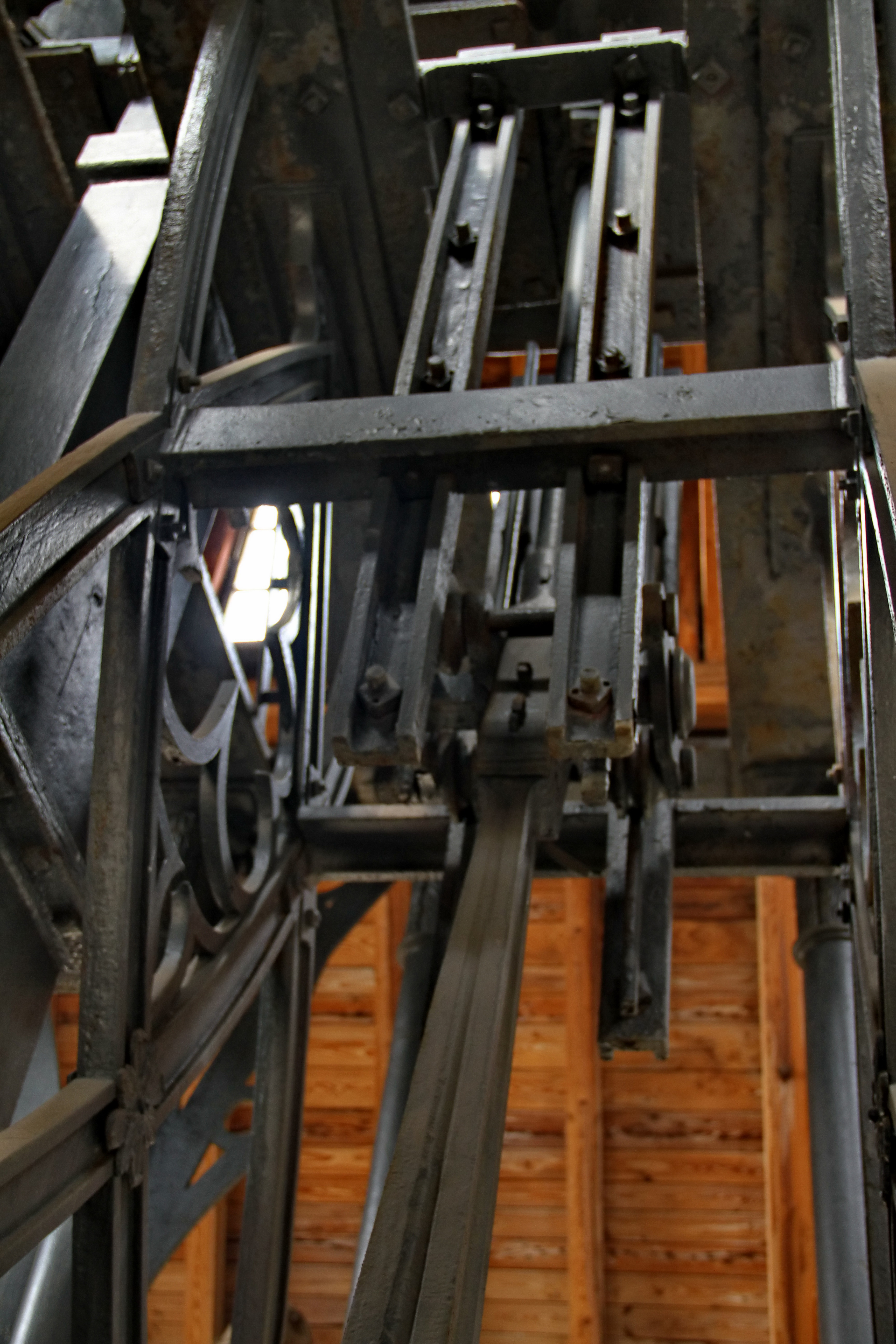
Schwarzenberggebläse

Reiche Zeche
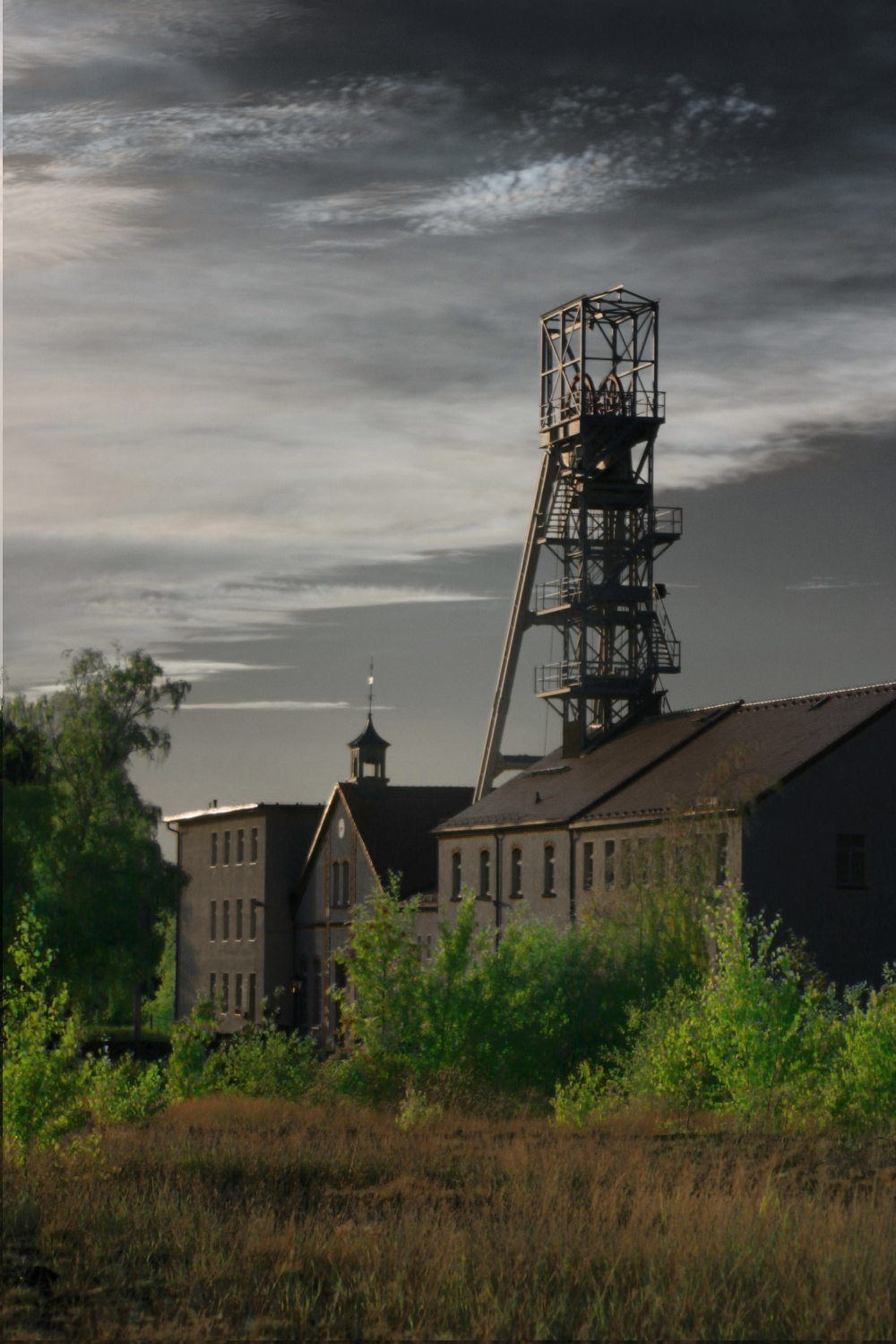
Fördergerüst 2003
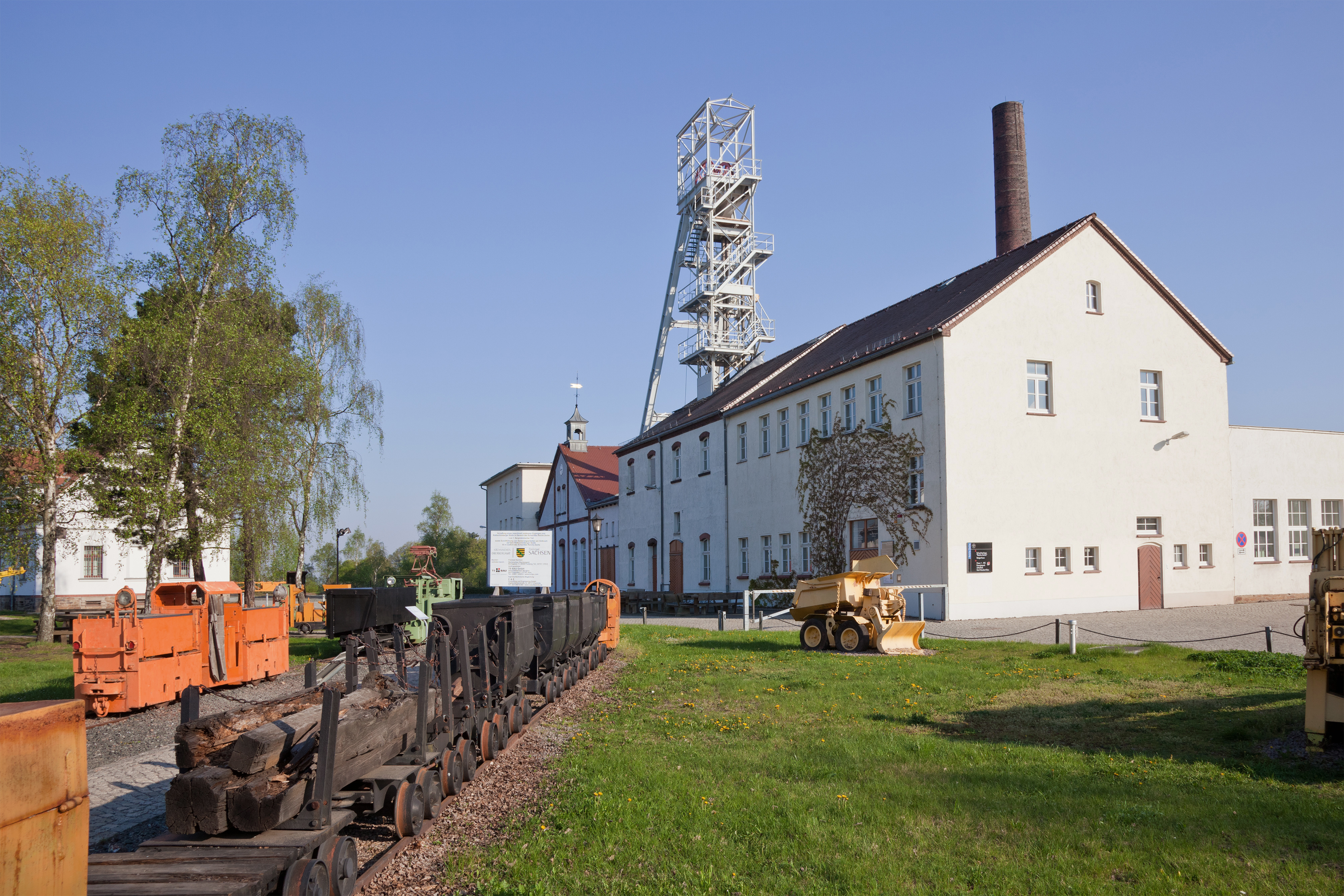
Tagesanlagen 2011
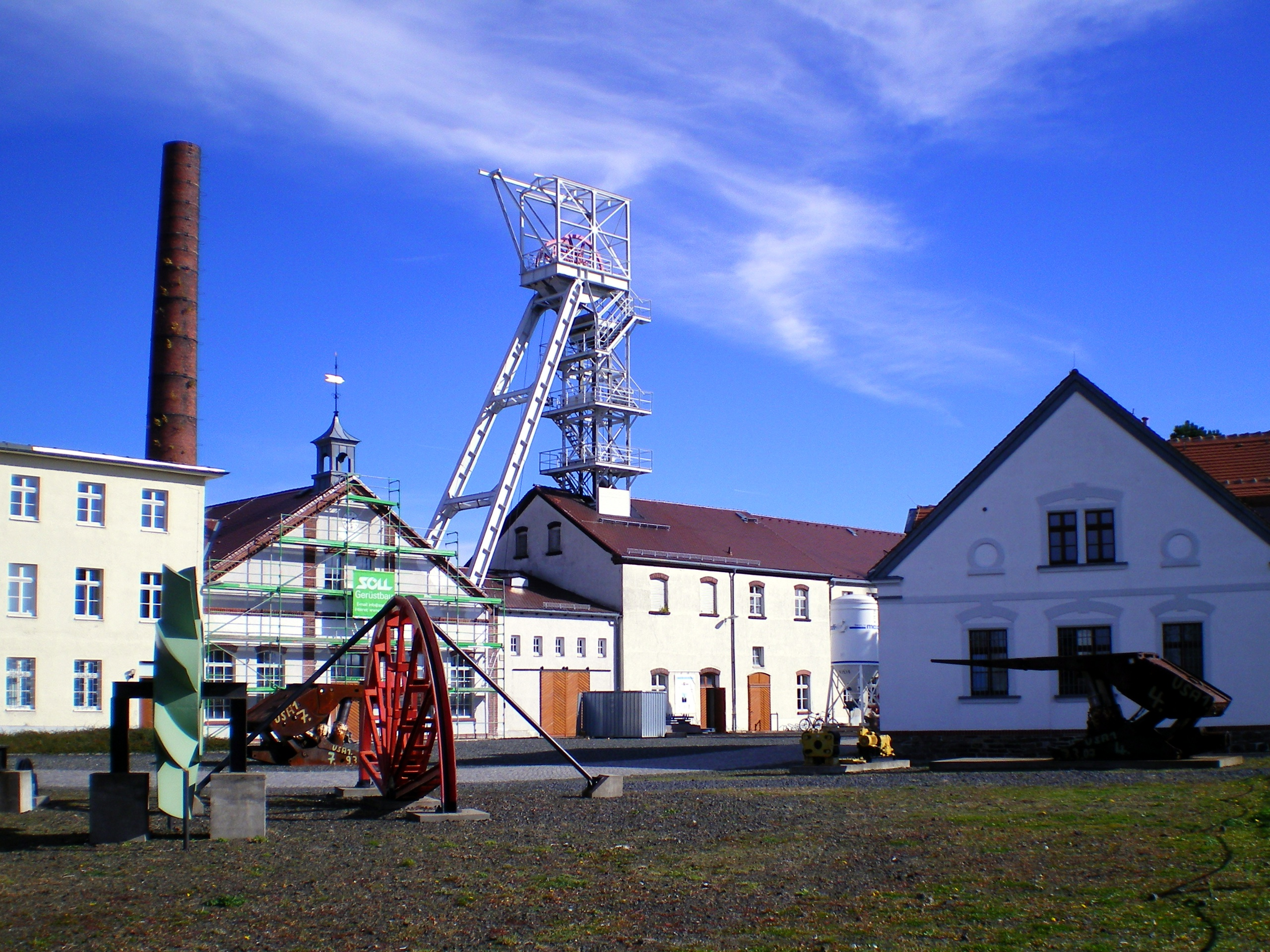
Tagesanlagen 2012
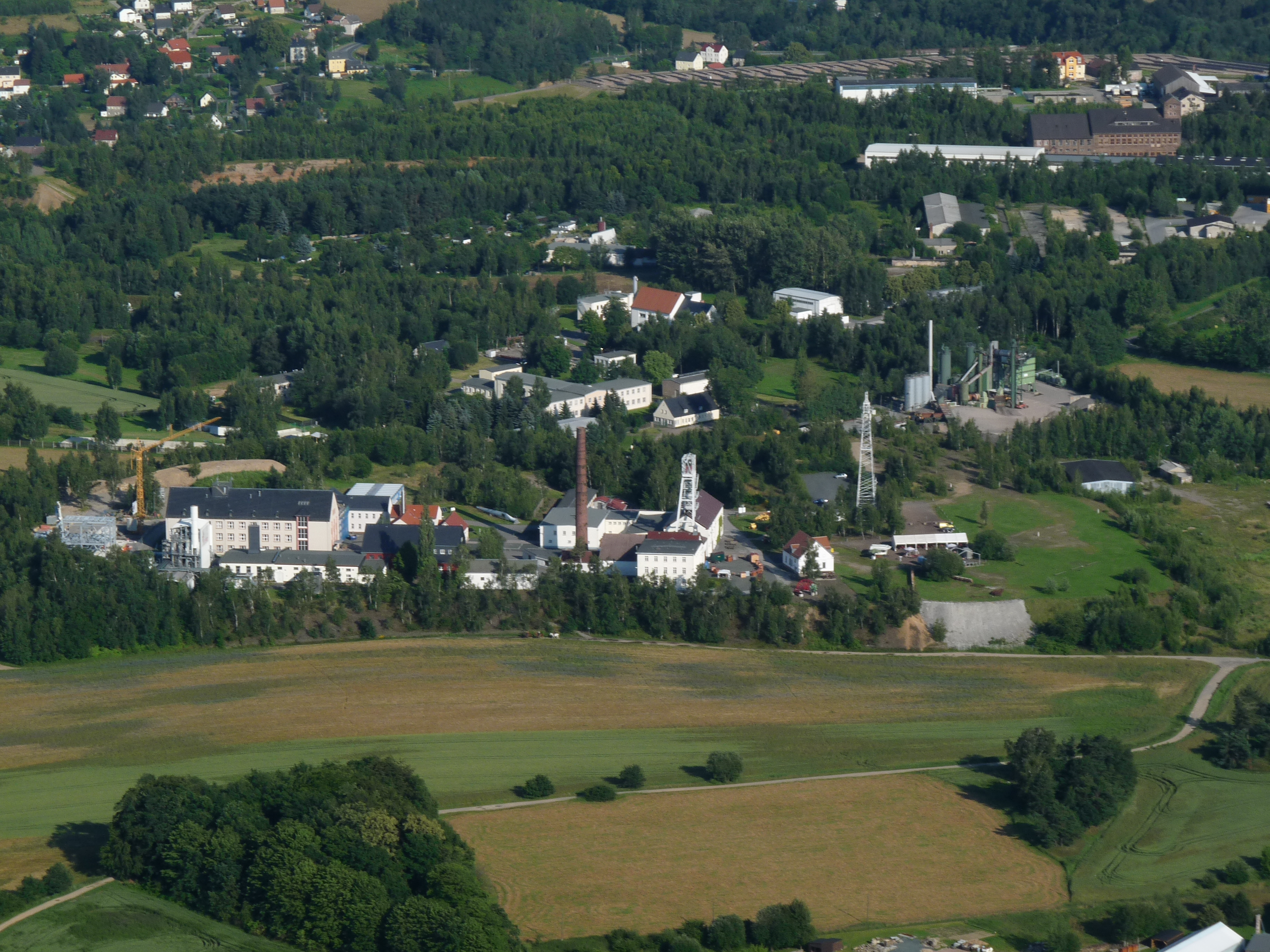
Luftbild von Nordwest 2009
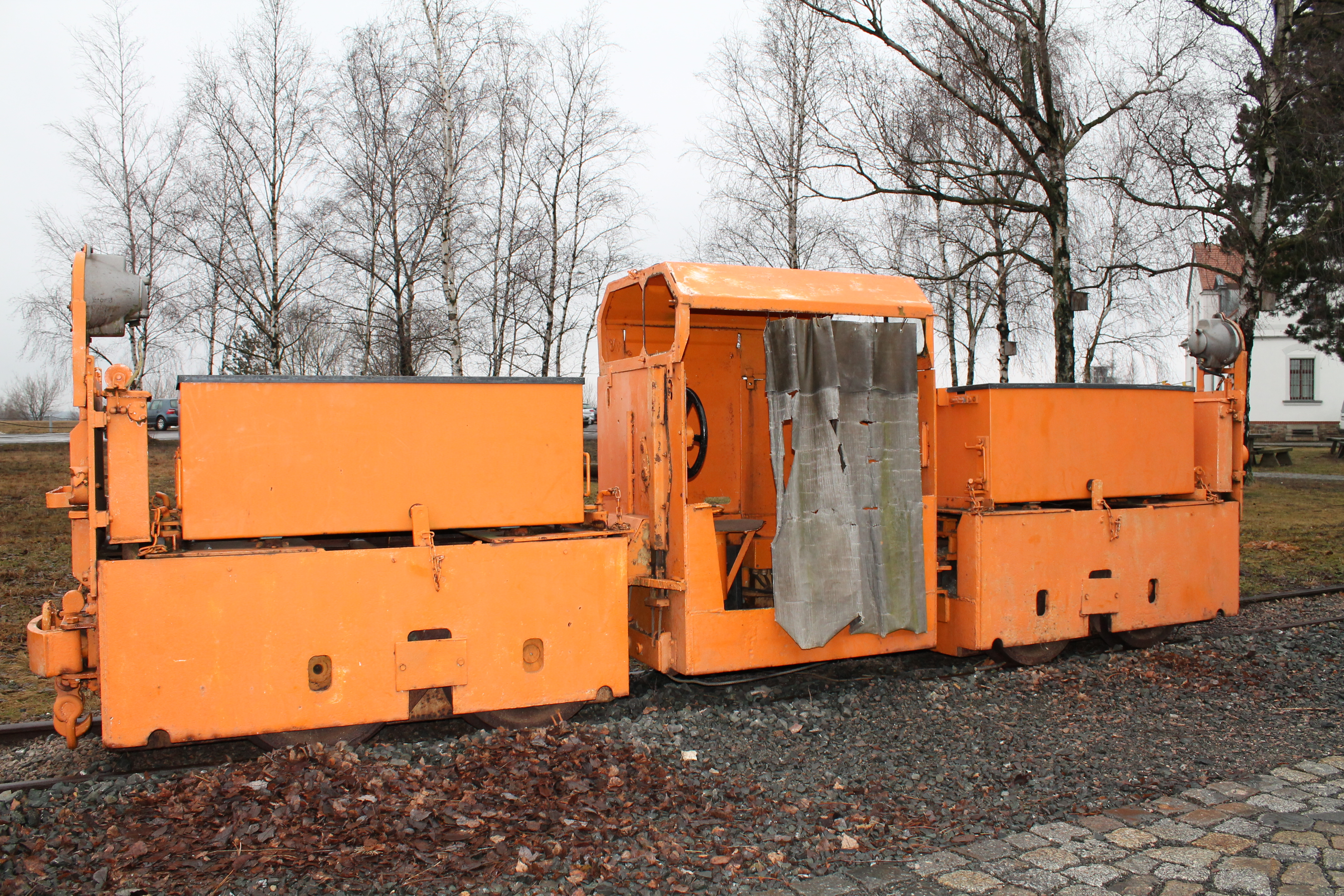
Elektrische Grubenlok B660
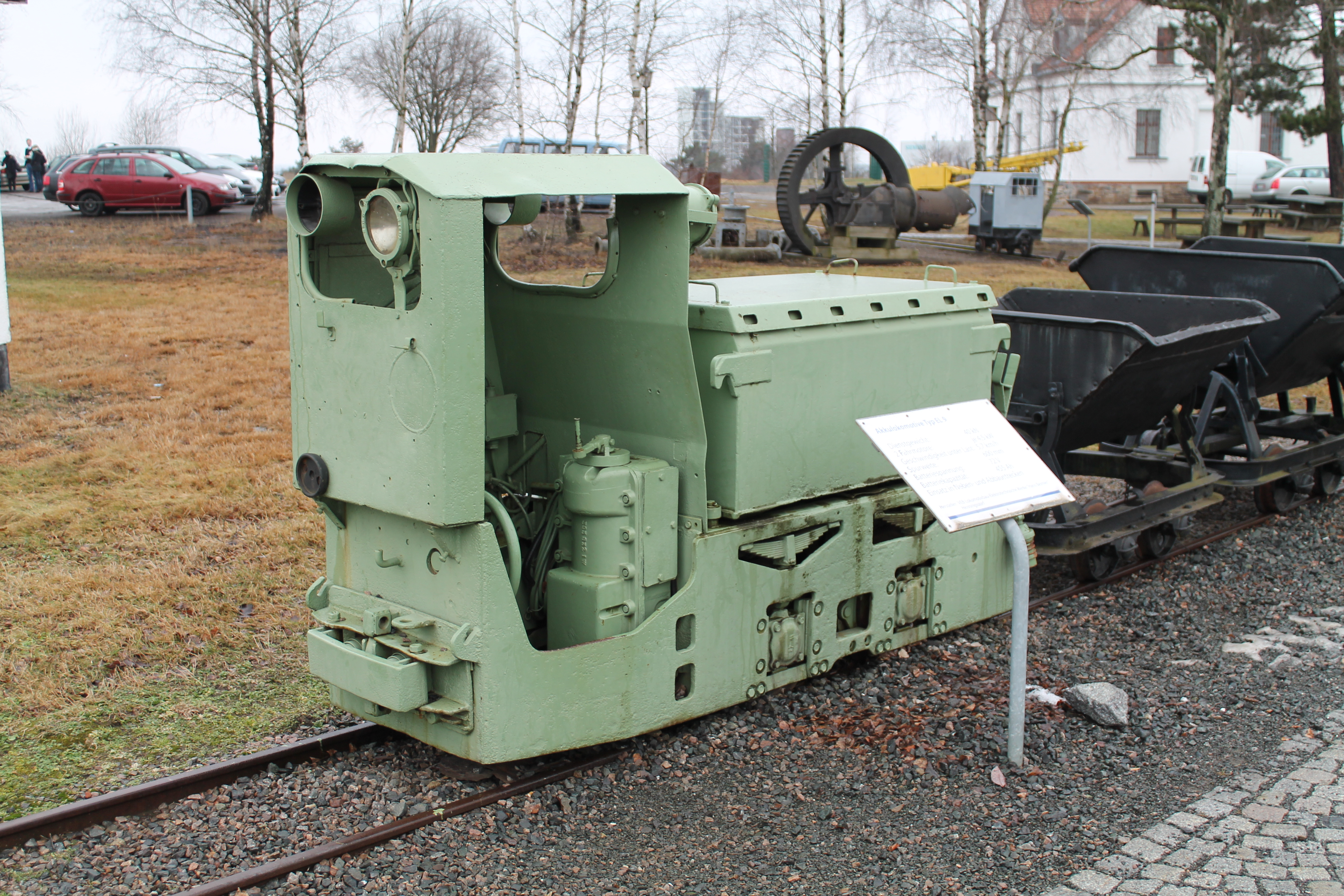
Elektrische Grubenlok EL 9
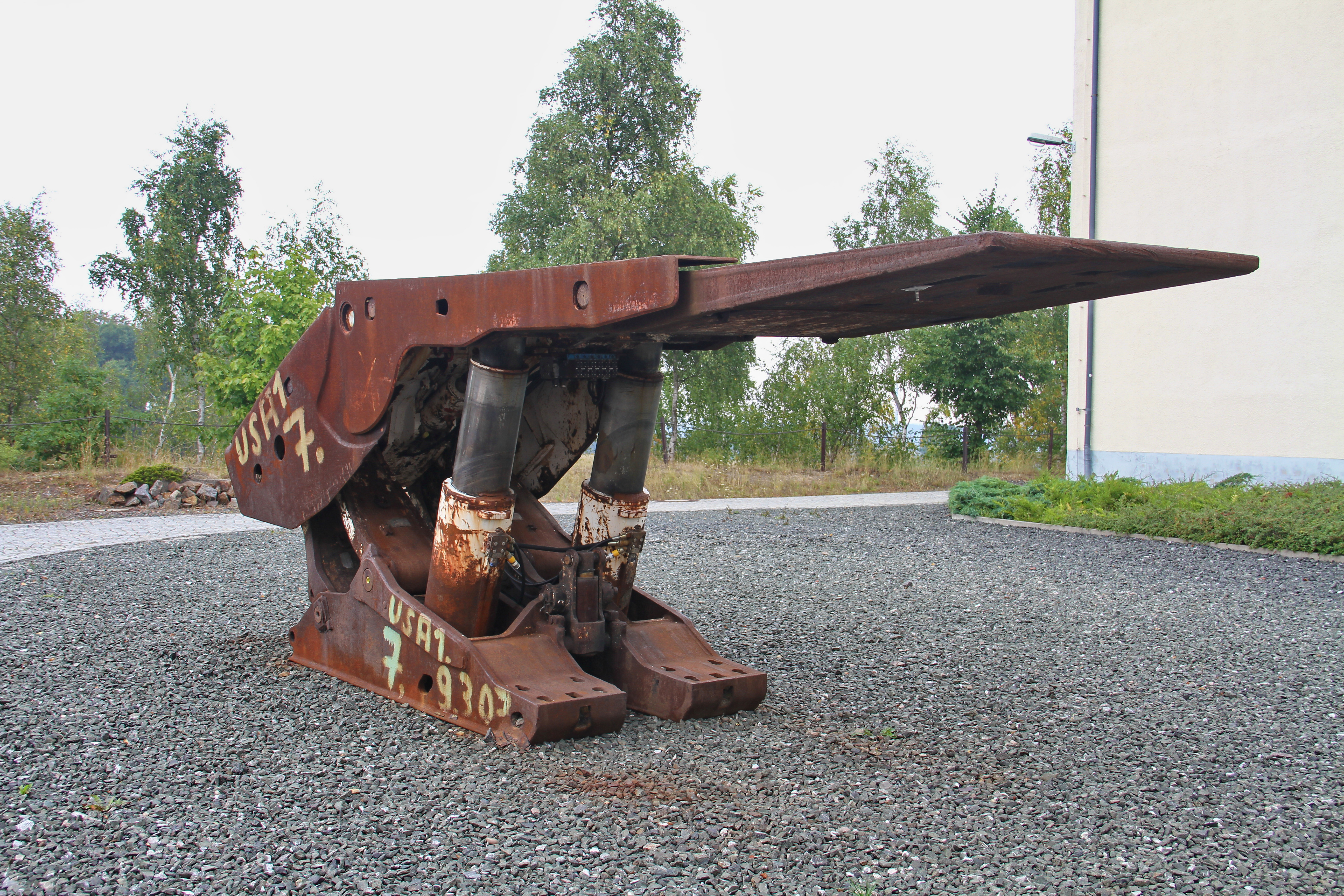
Ausbauschild für den Steinkohlebergbau
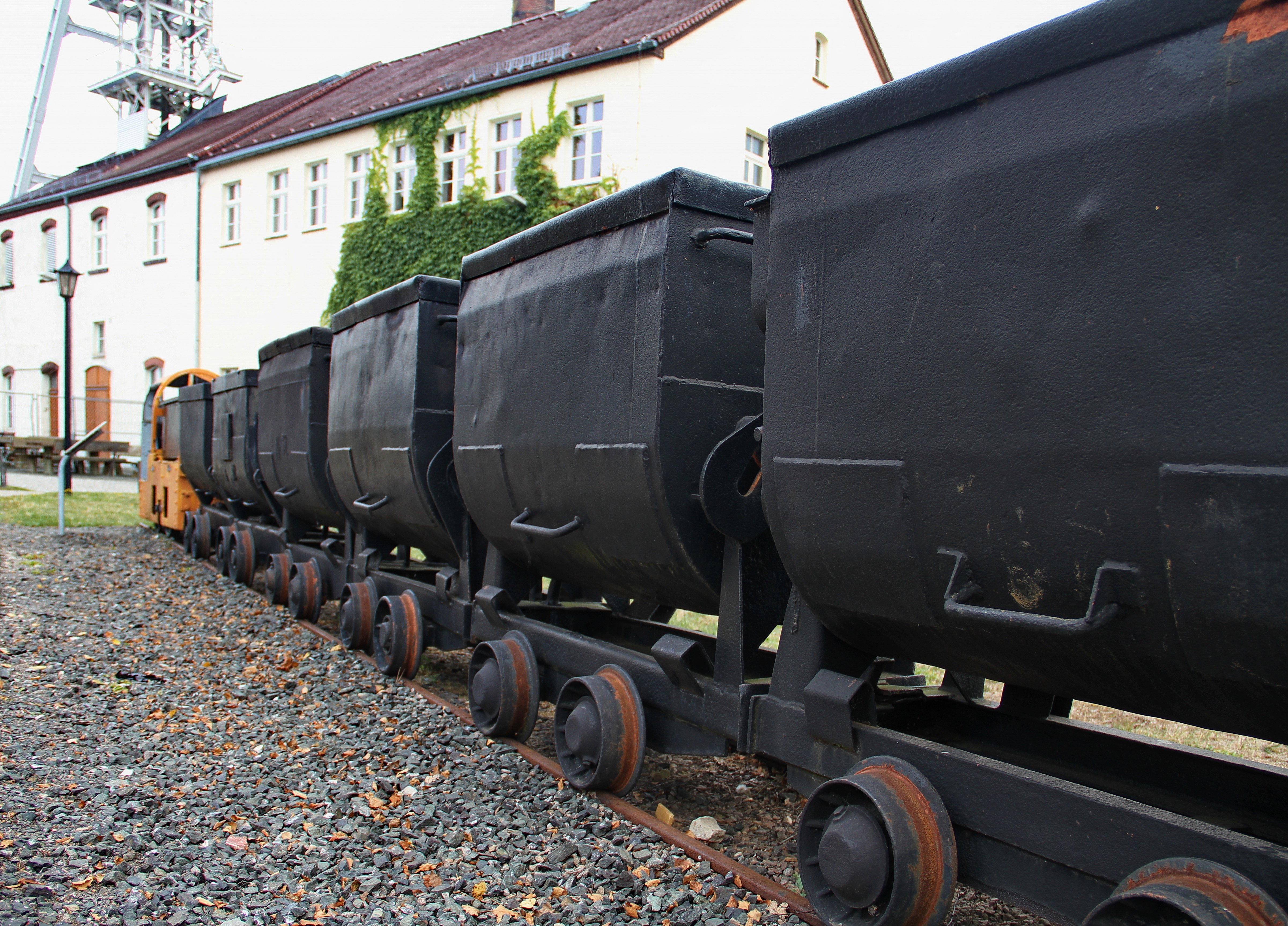
Kipphunte
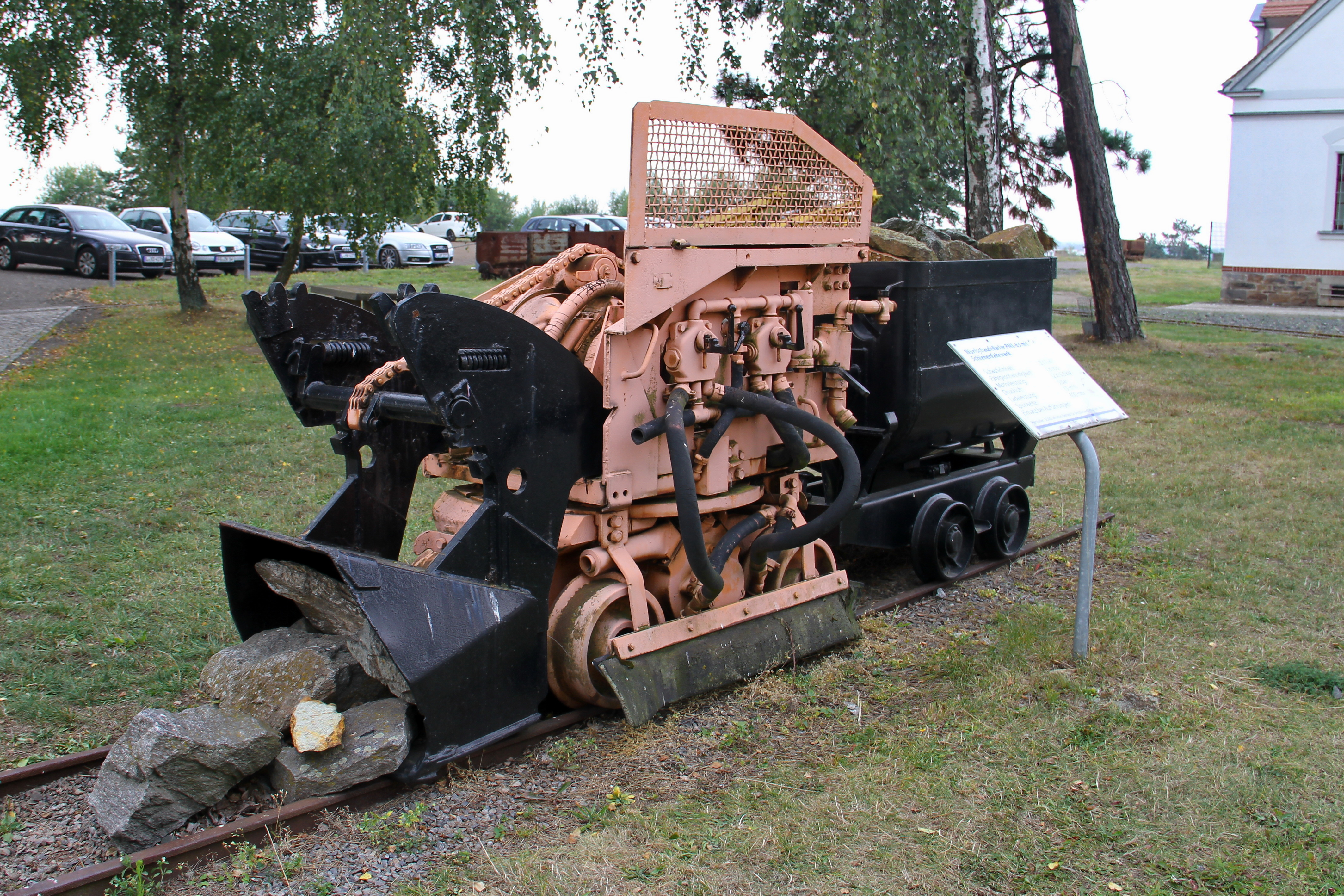
Wurfschaufellader
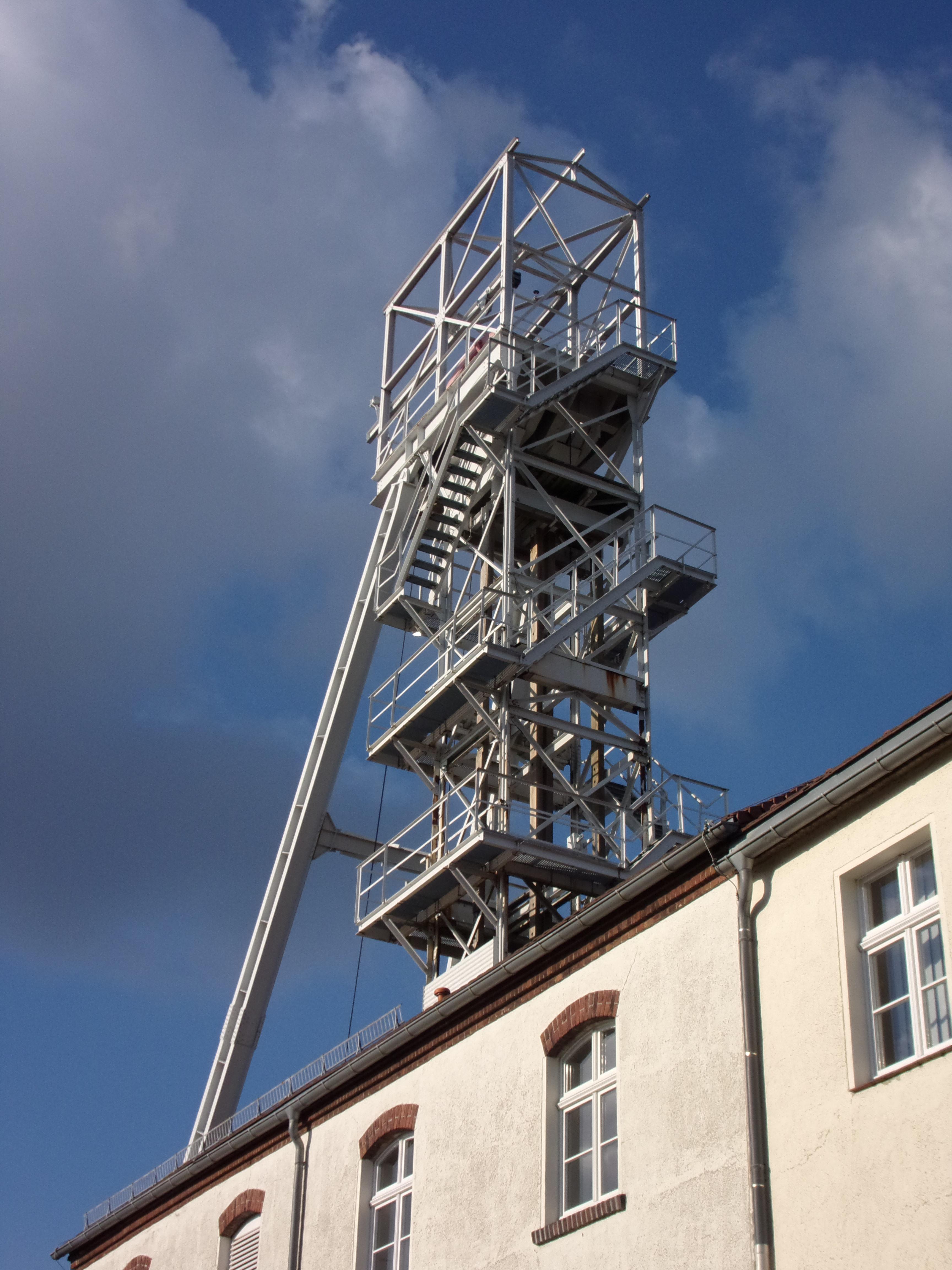
Fördergestell Reiche Zeche 2020

Abrahamschacht
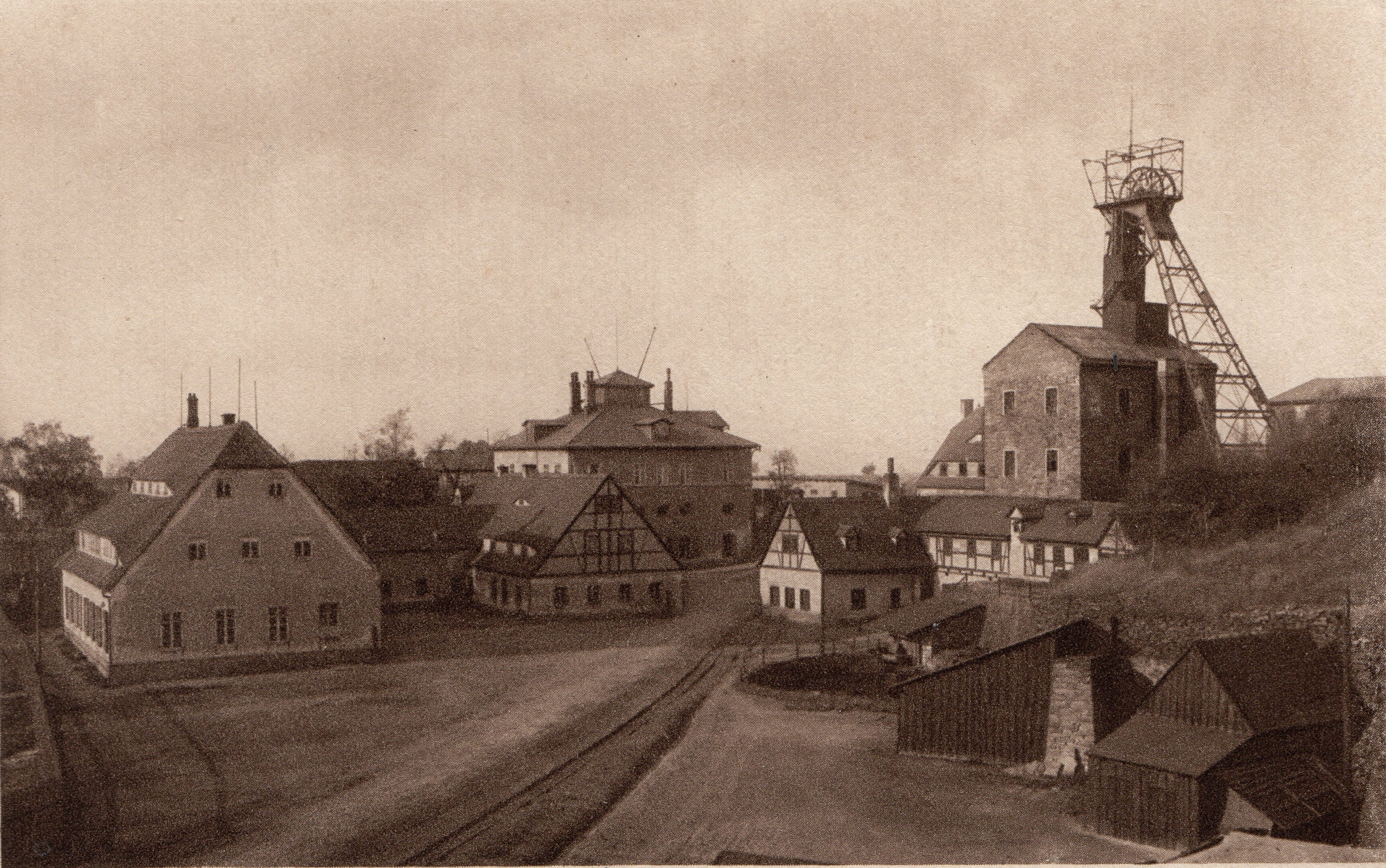
Abrahamschacht
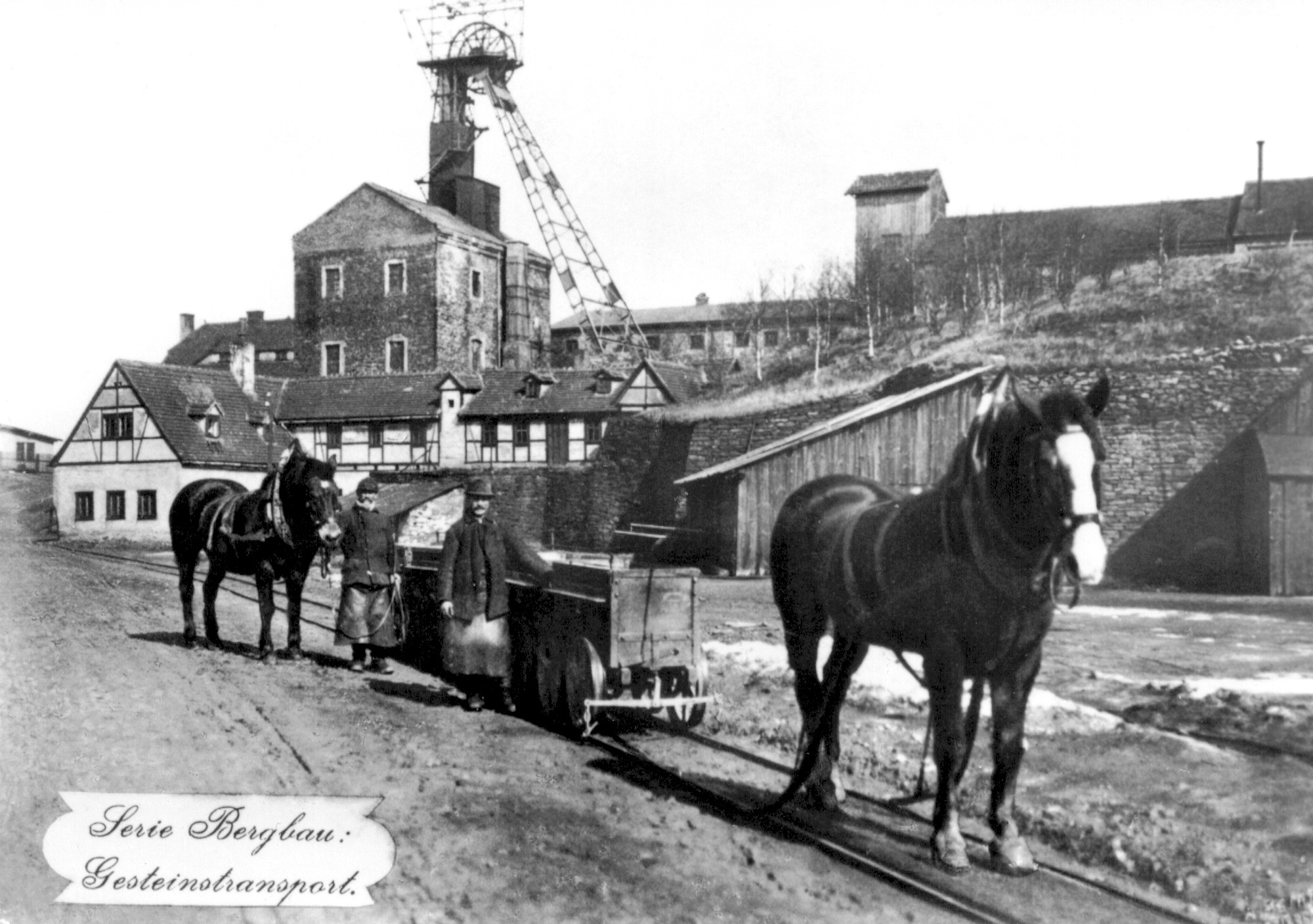
Abrahamschacht um 1900; Pferdeeisenbahn zum Davidschacht
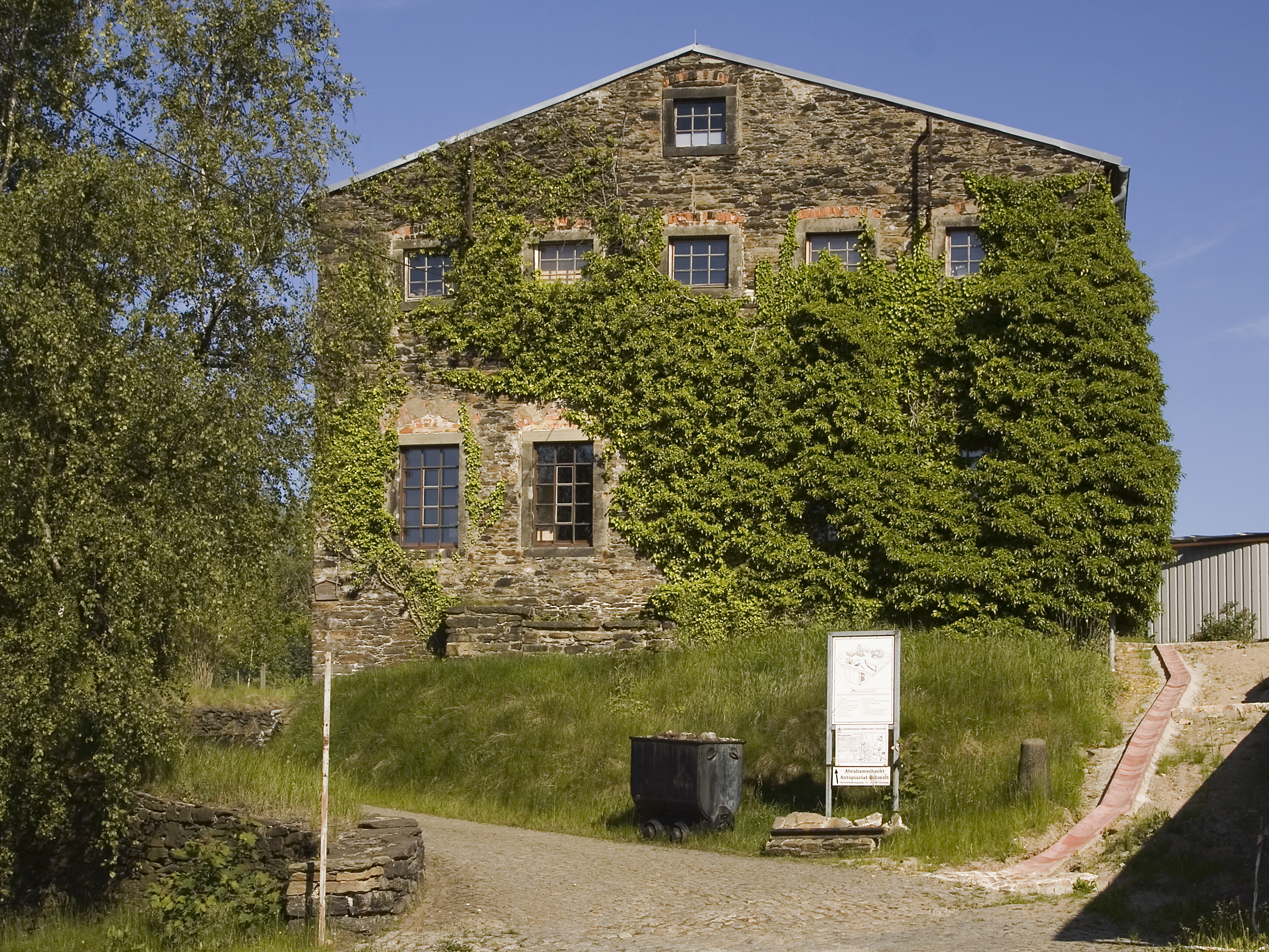
Scheidebank
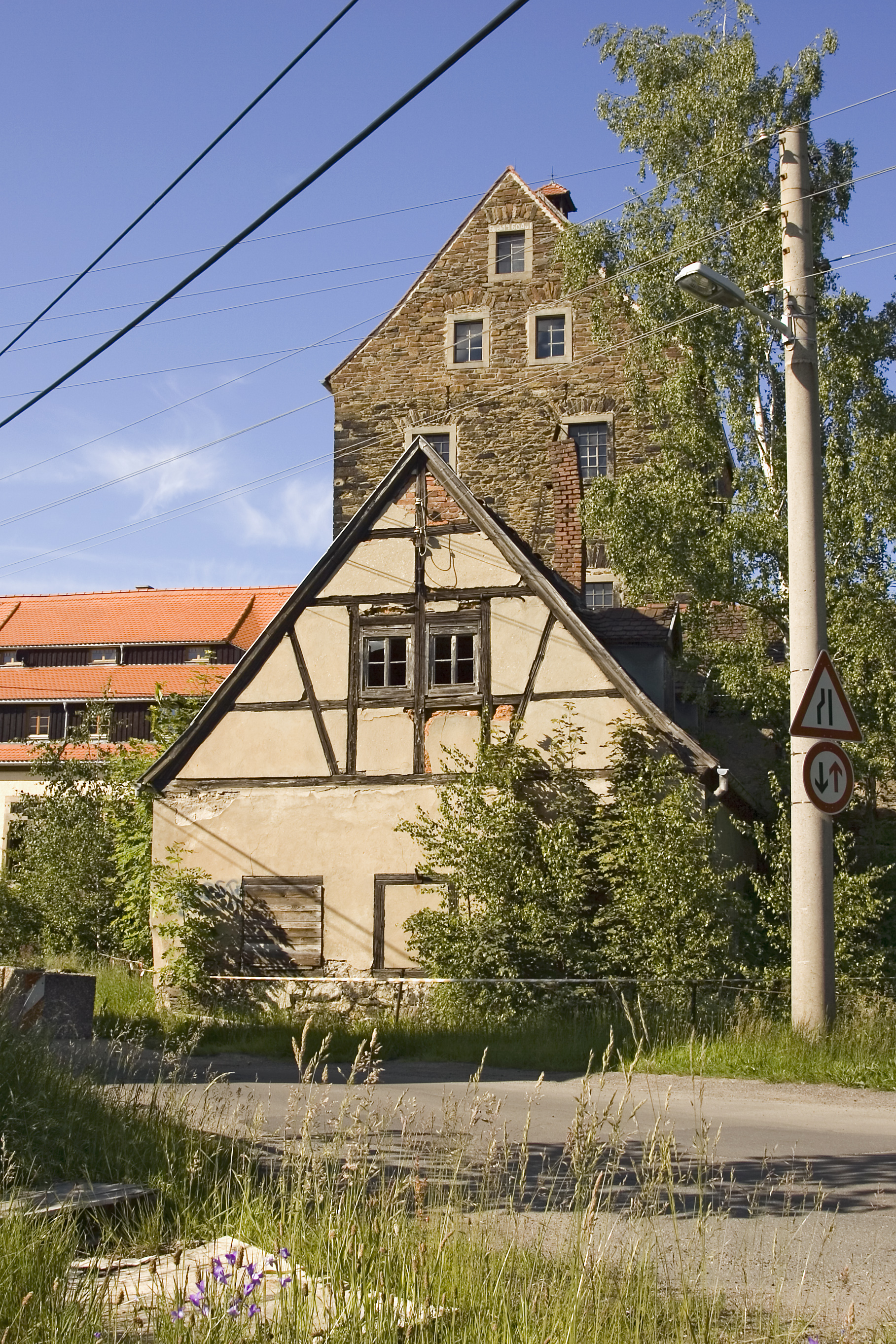
Mannschaftshaus (vorn) und Treibehaus

unter Tage
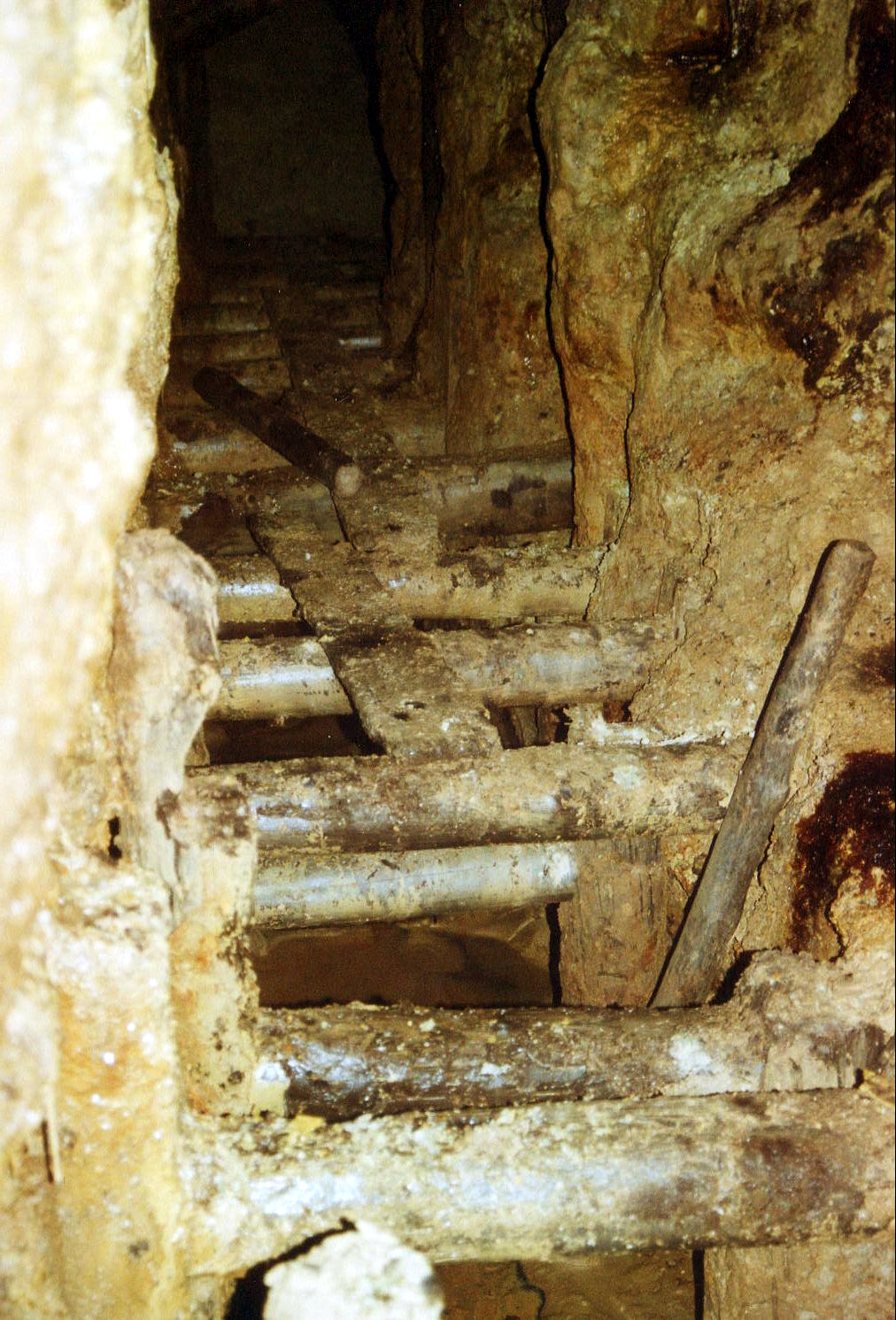
Altes Geläuf
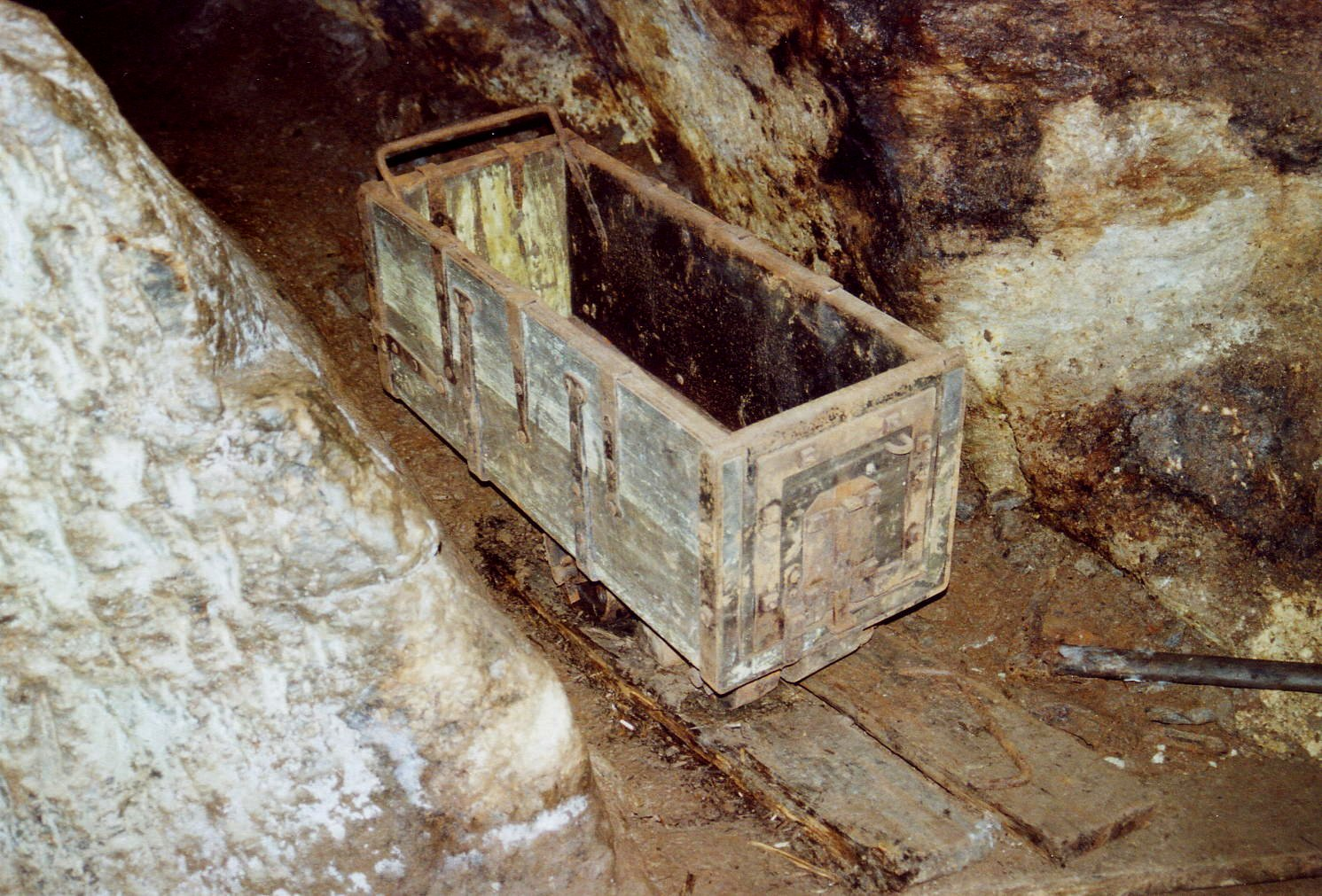
Ungarischer Hunt
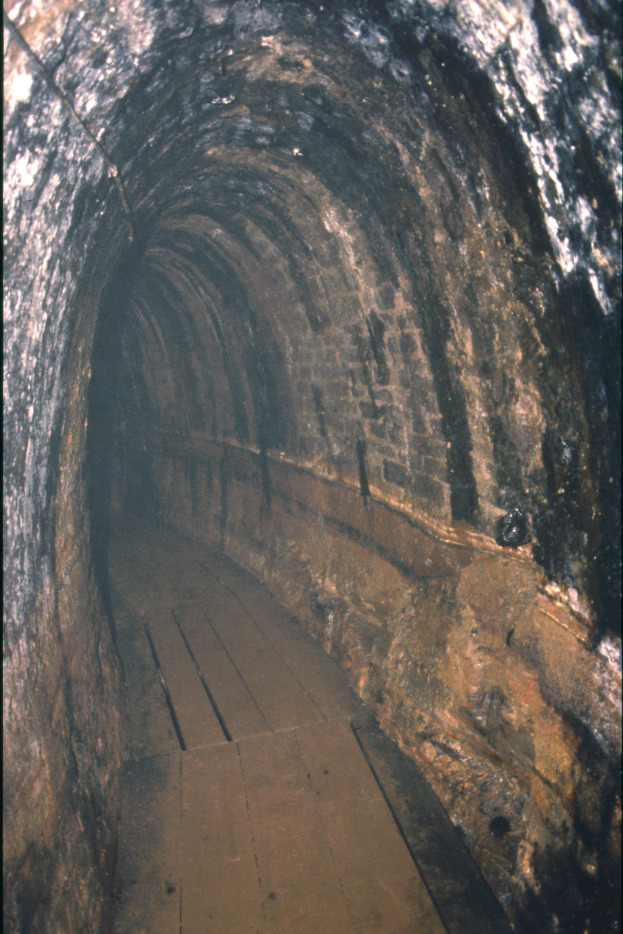
Elliptisch gemauertes Stollnprofil
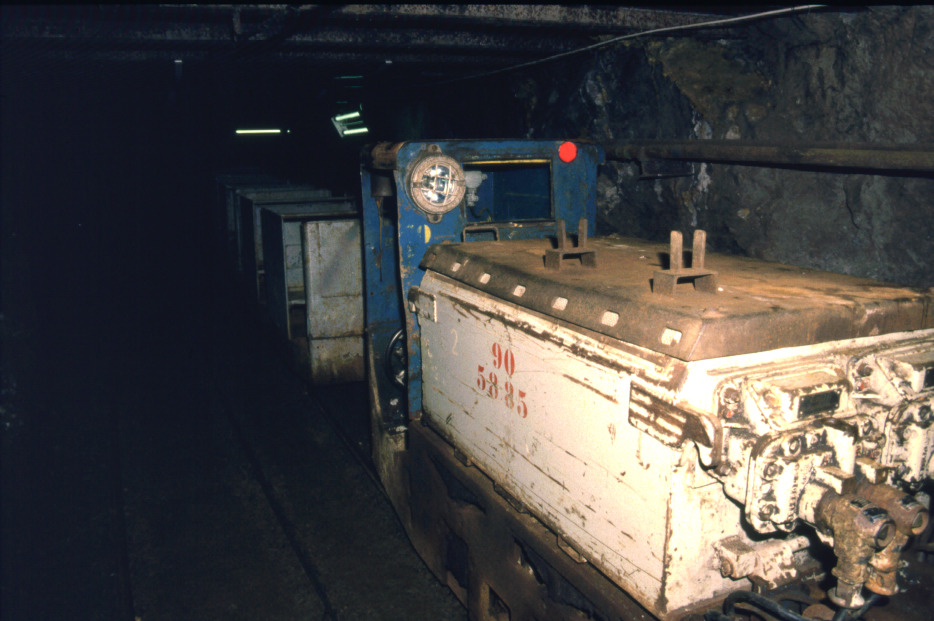
Akkulok LEW EL 9
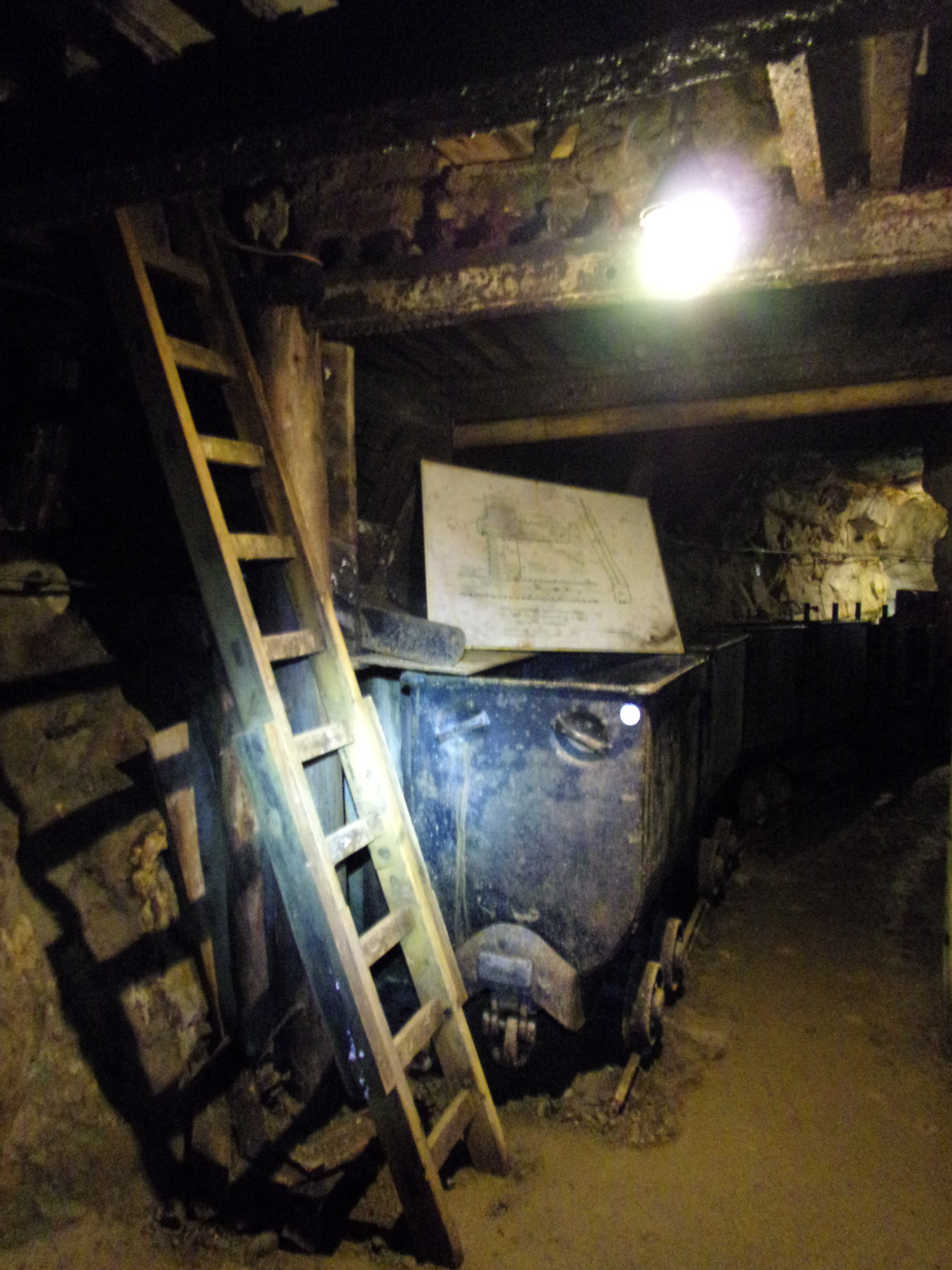
Wilhelm Sth. mit Rolle und Hunt
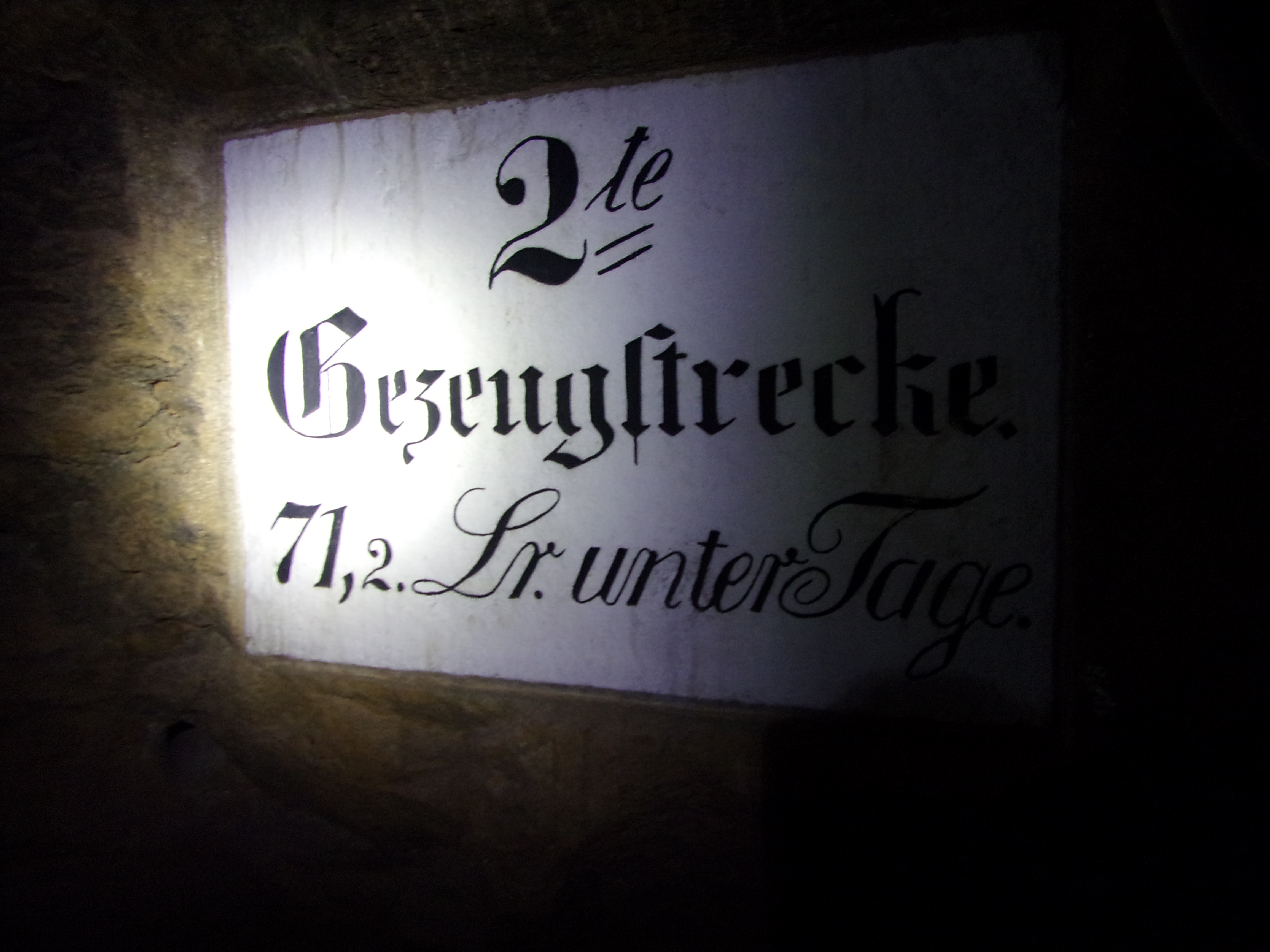
Gangtafel 2te Gezeugstrecke Schacht Alte Elisabeth
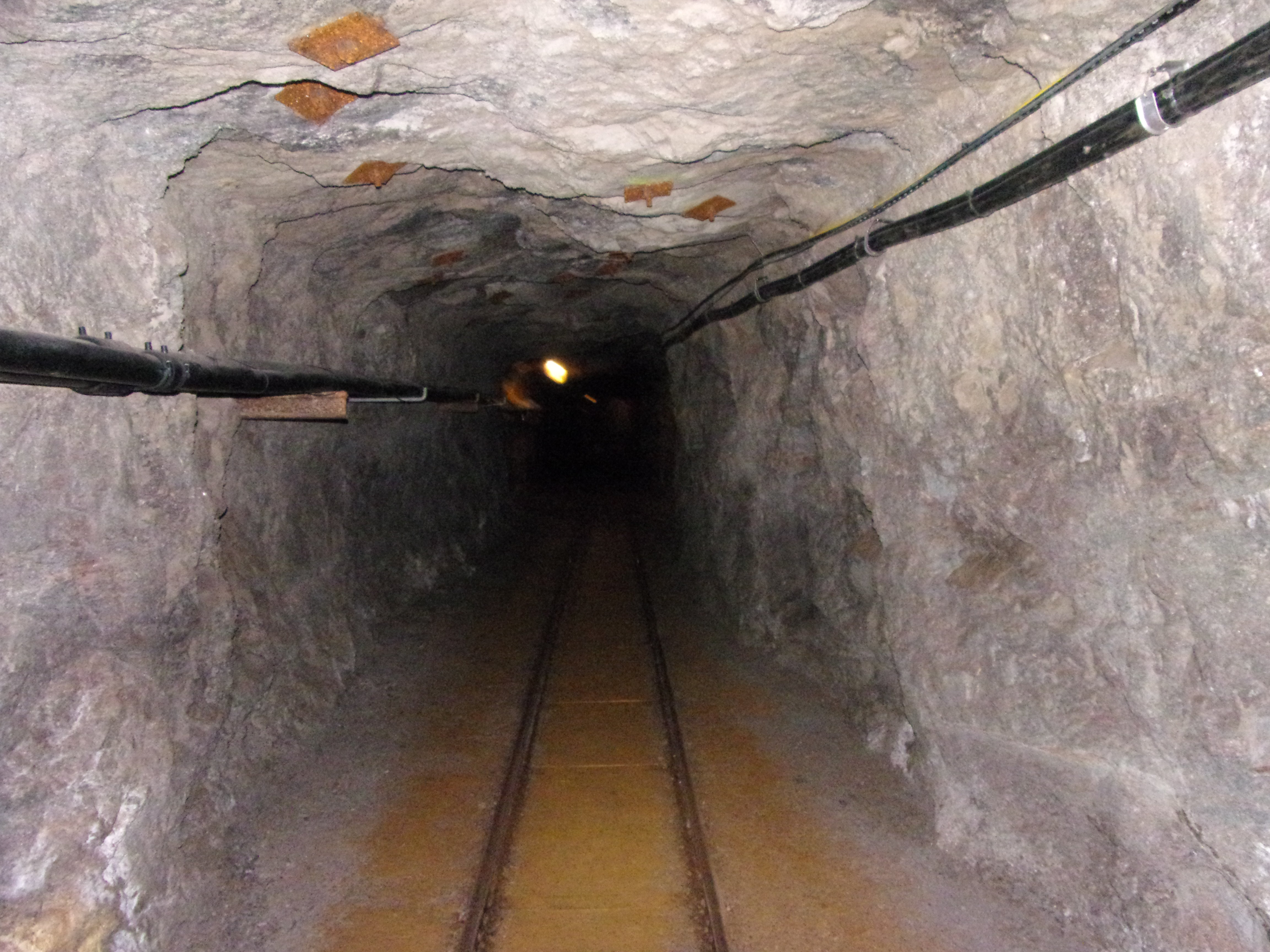
Himmelfahrt Fundgrube Querschlag West
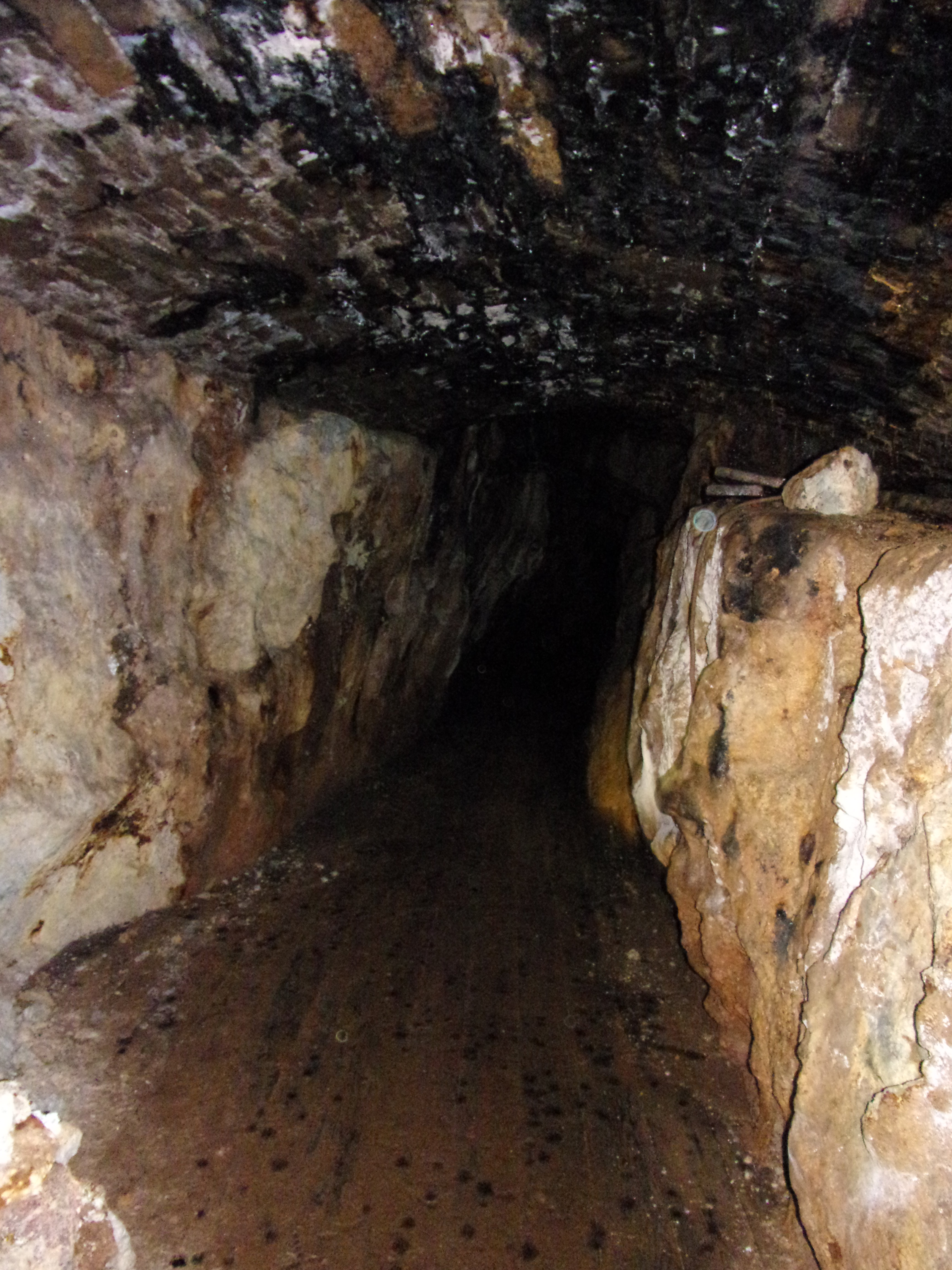
Himmelfahrt Fundgrube Hauptstollngang
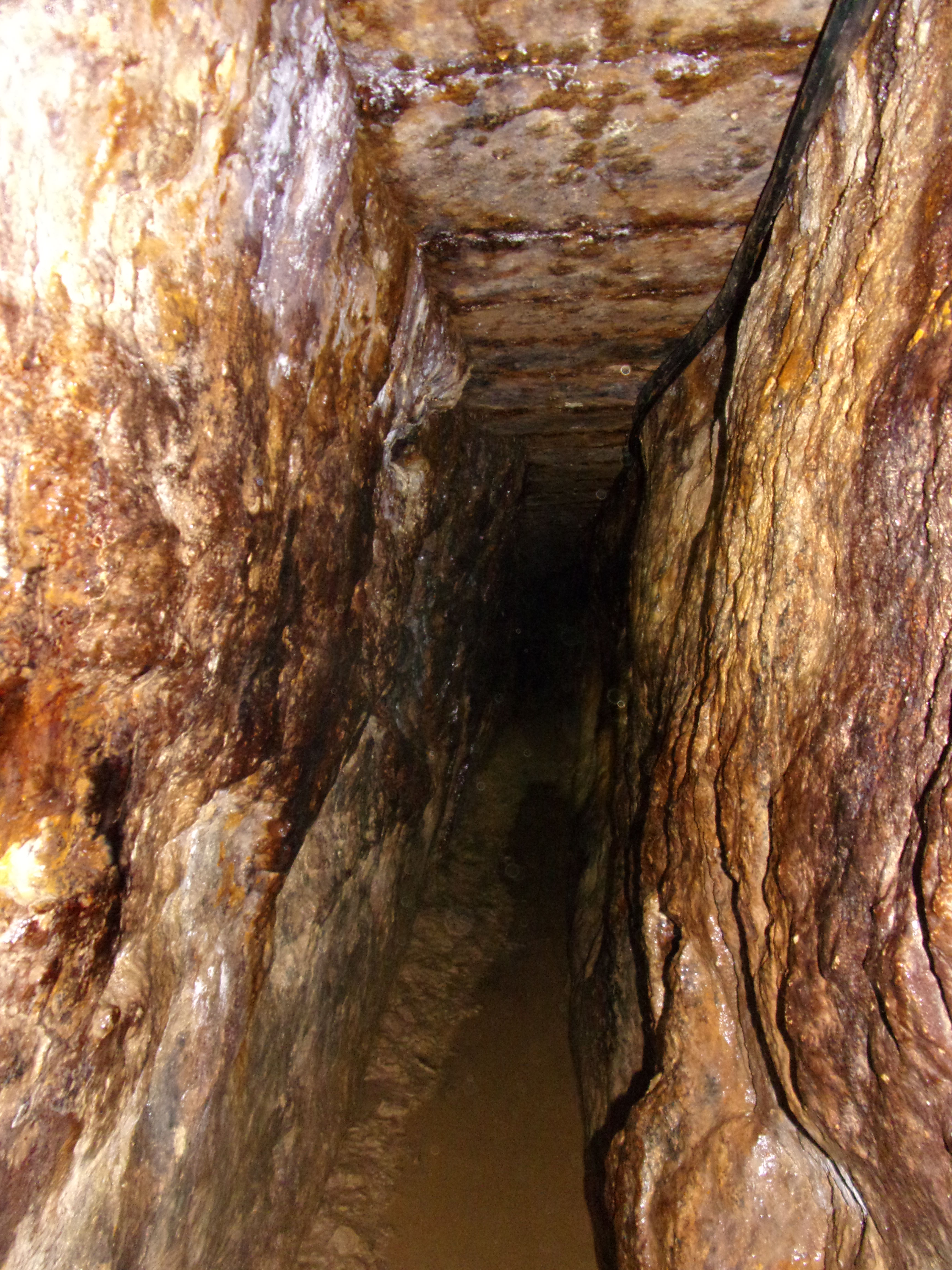
Unter Tage Himmelfahrt Fundgrube
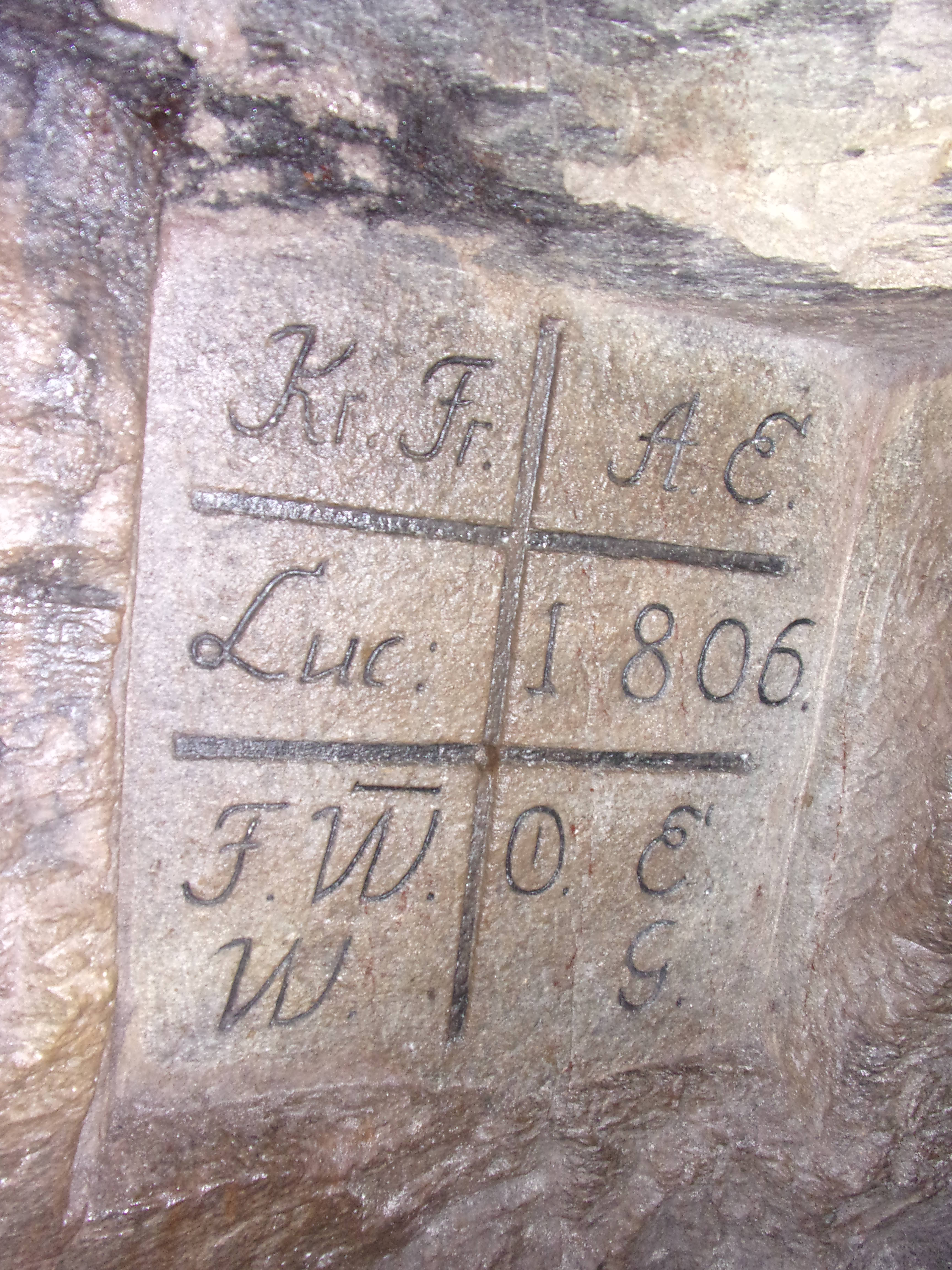
Himmelfahrt Fundgrube Markscheidetafel 1806
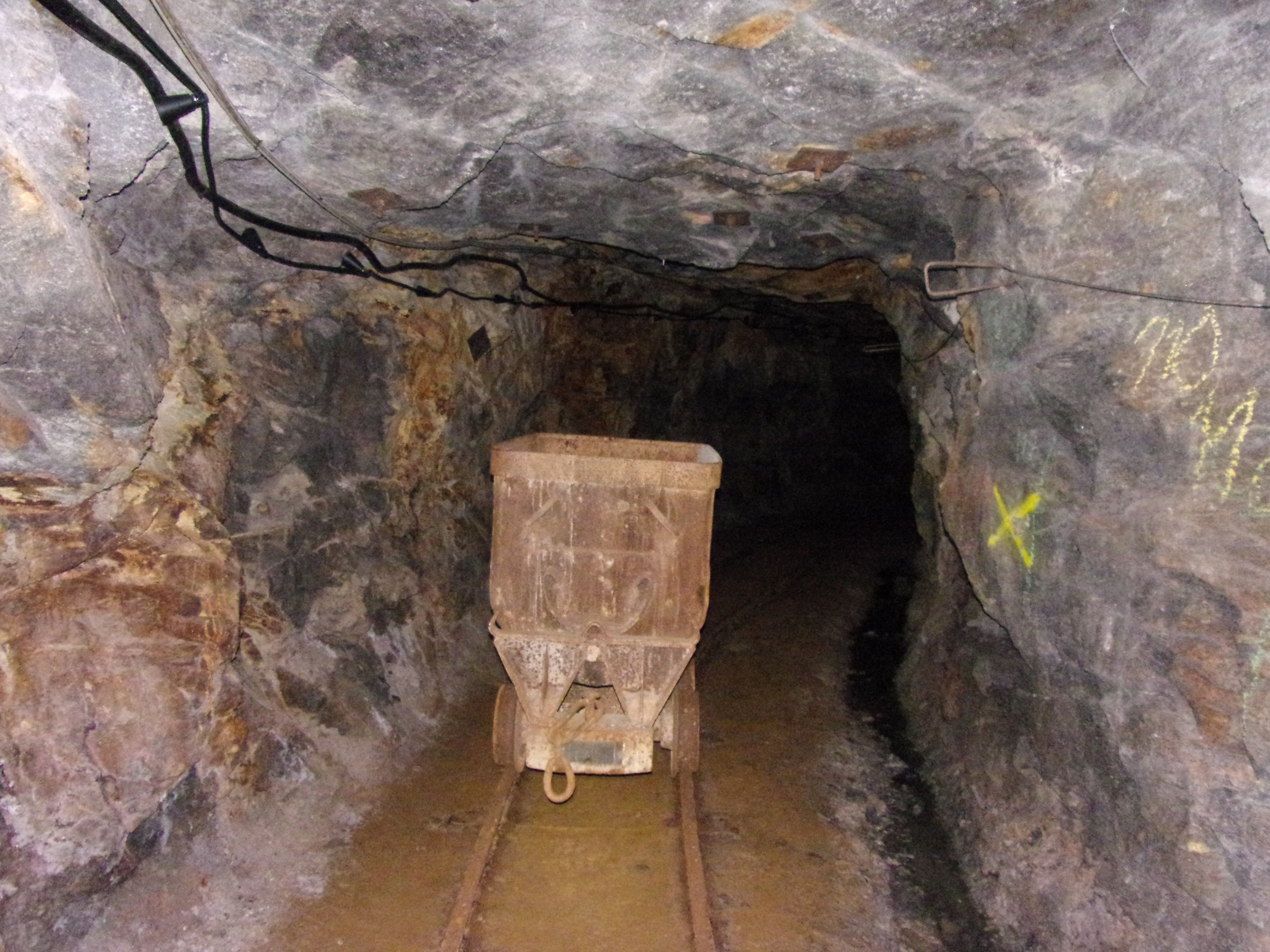
Himmelfahrt Fundgrube Hunt
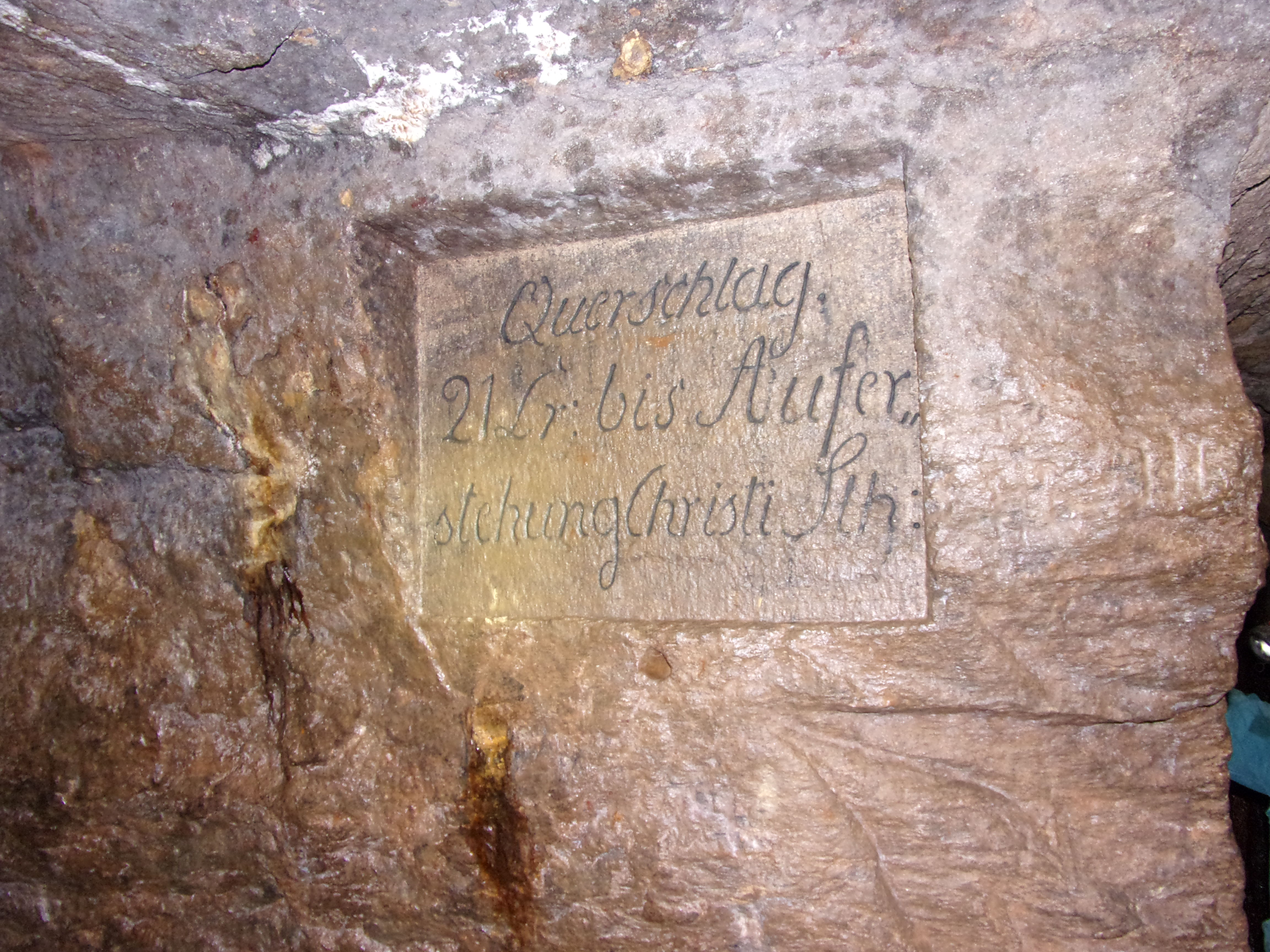
Himmelfahrt Fundgrube Gangtafel Auferstehung Christi
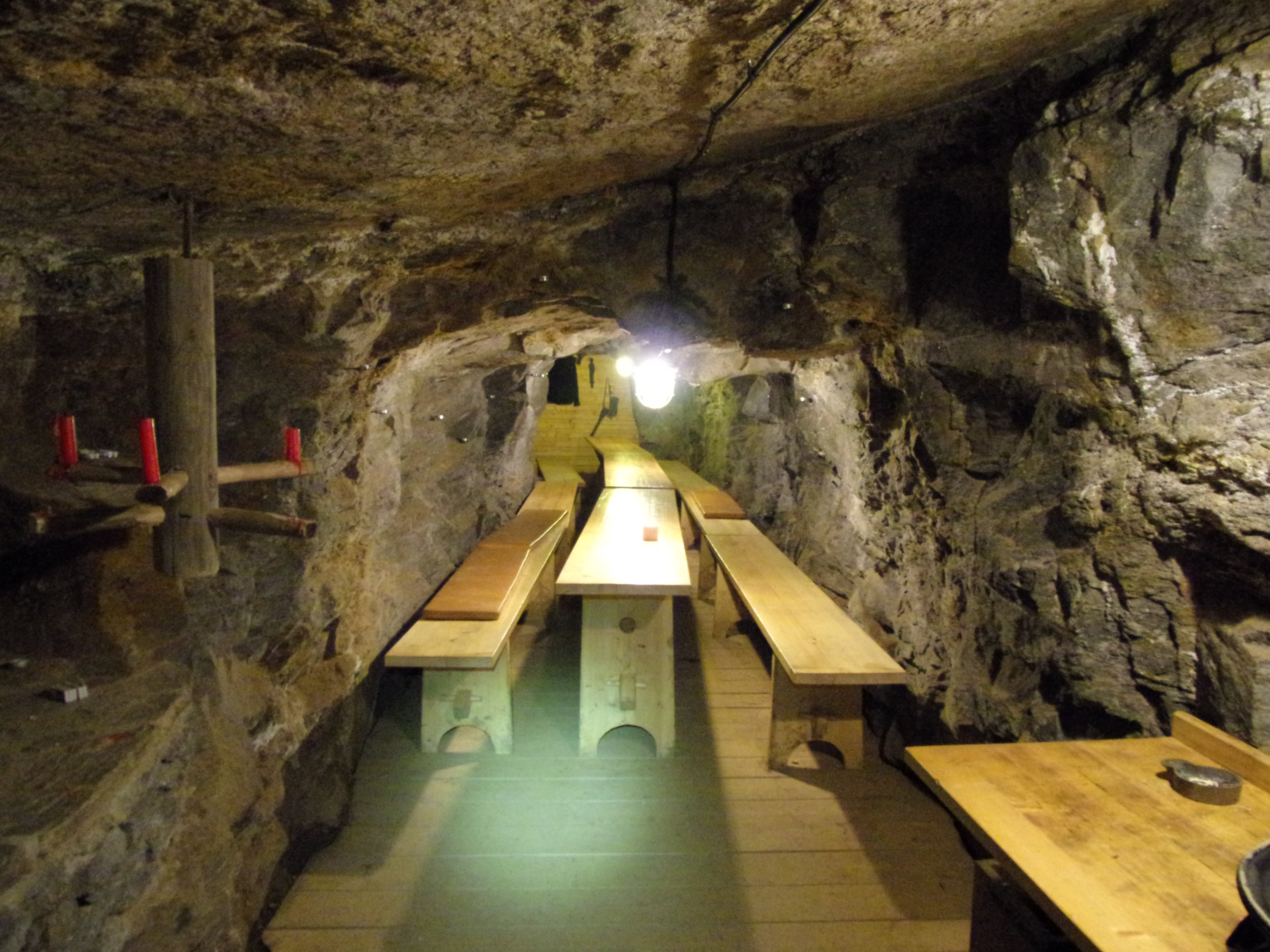
Himmelfahrt Fundgrube „Ziegenstall“
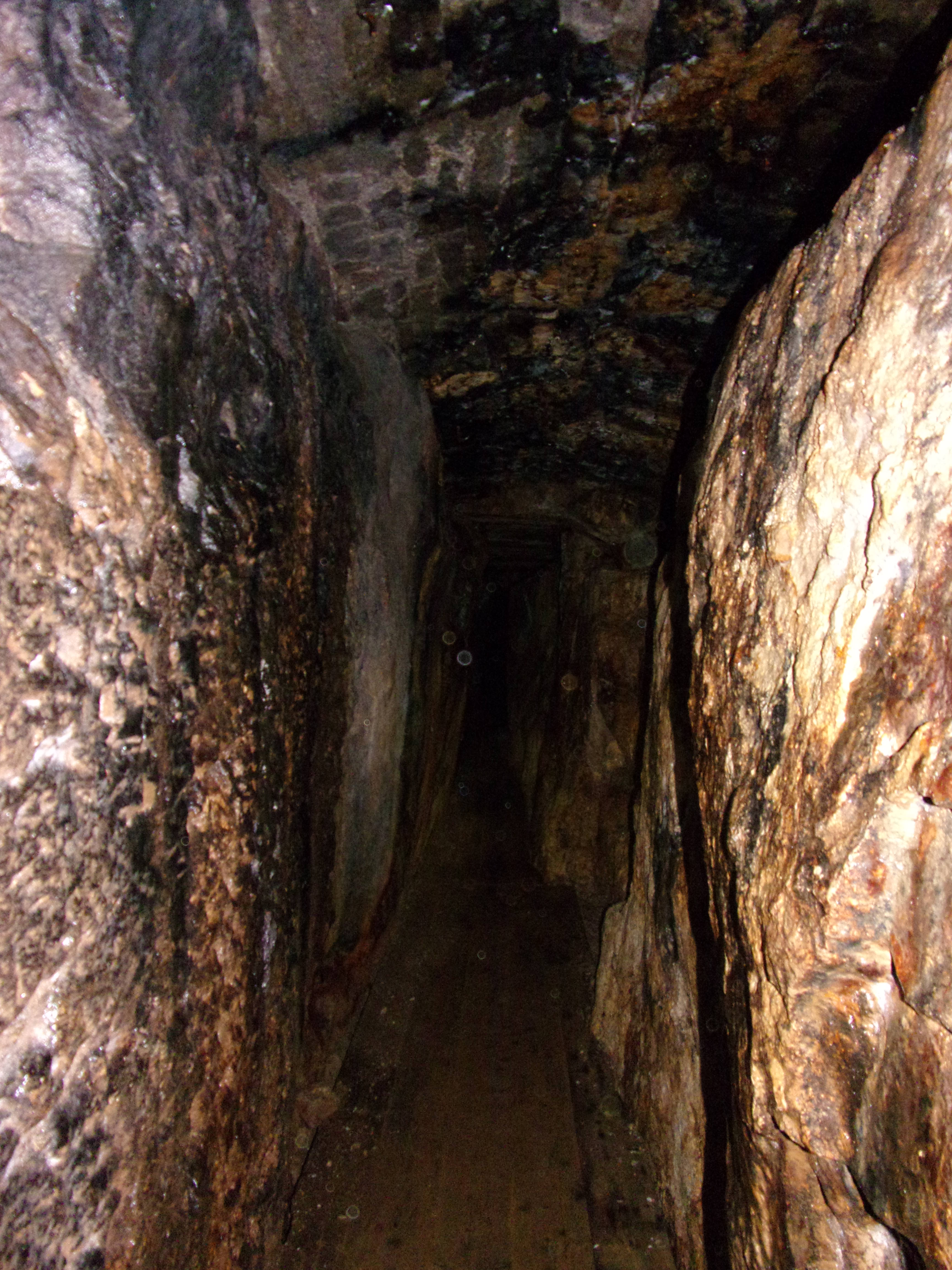
Himmelfahrt Fundgrube Tiefer Fürstenstolln
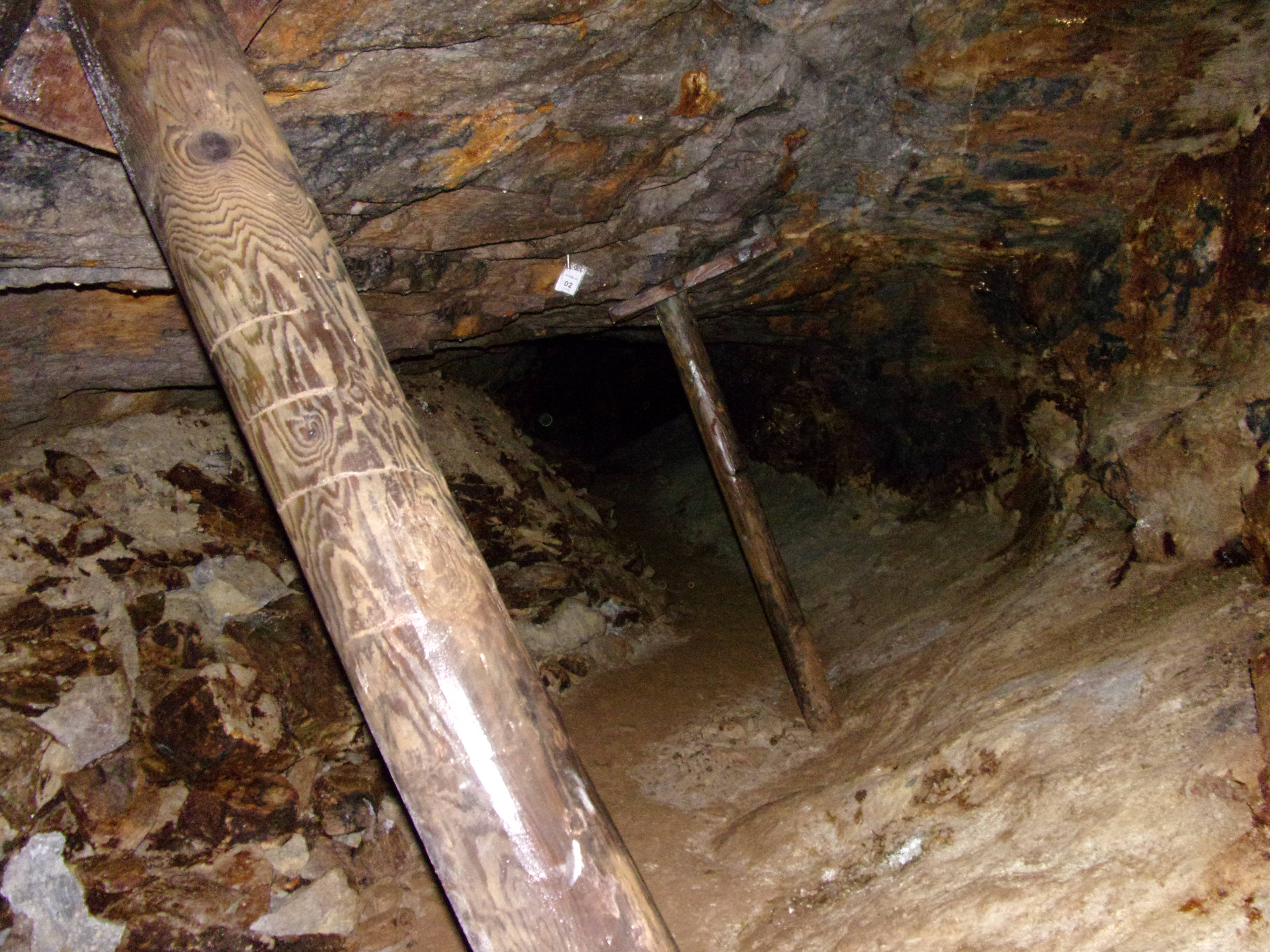
Himmelfahrt Fundgrube mit Grubenstempeln